# México
México (phát âm tiếng Tây Ban Nha: [ˈmexiko] ngheⓘ, phiên âm: "Mê-hi-cô", tiếng Nahuatl: Mēxihco), cũng thường viết không dấu là Mexico, tên chính thức là Hợp chúng quốc México (tiếng Tây Ban Nha: Estados Unidos Mexicanos, [esˈtaðos uˈniðoz mexiˈkanos] ⓘ), là một nước cộng hòa liên bang thuộc khu vực Bắc Mỹ. México là một quốc gia rộng lớn với diện tích hơn 1,9 triệu km², đứng  thứ 14 trên thế giới và dân số khoảng 126 triệu người(2020), đứng  thứ 10 trên thế giới. México giáp với Hoa Kỳ về phía bắc, giáp với Guatemala và Belize về phía đông nam, giáp với Thái Bình Dương về phía tây và tây nam, giáp với vịnh México về phía đông.
Hợp chúng quốc México là quốc gia theo thể chế cộng hòa liên bang, có tổng cộng 31 bang và 1 quận thuộc liên bang là thành phố México, đây là một trong những khu đô thị đông dân cư nhất trên thế giới.
México là một đất nước có thiên nhiên đa dạng và nền văn hóa vô cùng đặc sắc, mang ảnh hưởng của cả nền văn hóa bản địa truyền thống và văn hóa Tây Ban Nha. Mexico cũng là nước có số lượng người nói tiếng Tây Ban Nha cao nhất trên thế giới và tôn giáo chủ yếu tại đây là Công giáo Rôma.
Đất nước México là nơi ra đời của hai nền văn minh lớn của châu Mỹ là Maya và Aztec. Bắt đầu từ thế kỷ XVI, México bị thực dân Tây Ban Nha đô hộ và đến năm 1810 thì tuyên bố độc lập và chính thức được công nhận vào năm 1821. México hiện nay là quốc gia Mỹ Latinh đầu tiên trở thành thành viên của Tổ chức Hợp tác và Phát triển Kinh tế (Chile trở thành thành viên năm 2010). México hiện là nền kinh tế lớn thứ 11 trên thế giới và có thu nhập bình quân đầu người thuộc nhóm trung bình cao. Kinh tế México có mối liên hệ chặt chẽ với Canada và Mỹ nhờ Hiệp định Thương mại Tự do Bắc Mỹ. México còn là thành viên của nhiều tổ chức quốc tế khác như Liên Hợp Quốc, Tổ chức Thương mại Thế giới. Tuy được đánh giá là một trong những quốc gia đang lên và đóng vai trò quan trọng trong khu vực Mỹ Latinh, song, xã hội México cũng đang gặp phải một số vấn đề khó khăn như sự bất bình đẳng trong thu nhập, chênh lệch mức sống giữa các khu vực thành thị và nông thôn cùng tình trạng bạo lực, buôn bán ma túy tại nhiều vùng của đất nước.

## Tên gọi

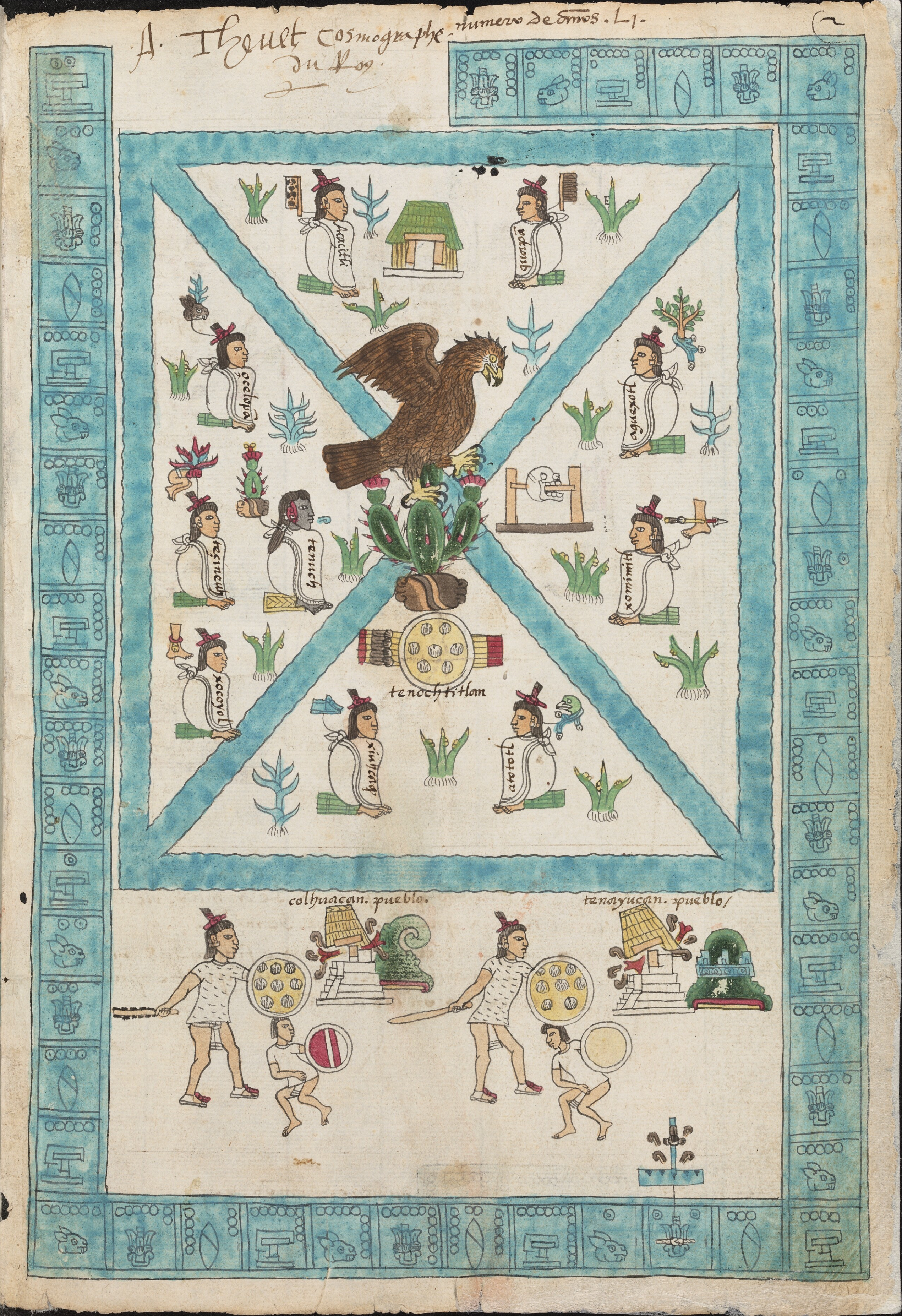
Hình ảnh trong cuốn Kinh thư Mendoza

Tên gọi trong tiếng Tây Ban Nha của Mê-hi-cô là México. Trong tiếng Tây Ban Nha tên gọi này được phát âm là /ˈmexiko/ (Mê-khi-cô). Chữ x trong México trong tiếng Tây Ban Nha không được phát âm là /s/ giống như chữ x của tiếng Việt mà phát âm là /x/. Phụ âm /x/ cũng có tồn tại trong tiếng Việt, trong tiếng Việt âm này được ghi bằng chữ cái ghép đôi kh.
Tên gọi México bắt nguồn từ kinh đô của Đế chế Aztec vĩ đại với cái tên Mexico-Tenochtitlan, mà tên kinh đô này lại được đặt theo một tên gọi khác của dân tộc Aztec, dân tộc Mexica. Theo thần thoại Aztec cổ, một vị thần đã chỉ cho người dân bộ tộc địa điểm xây dựng kinh đô mới là nơi có một con đại bàng mang trong miệng một con rắn và đậu xuống cành cây xương rồng. Đó chính là một địa điểm nằm giữa hồ Texcoco và tại đó, người Aztec đã xây dựng nên một thành phố rộng lớn. Hình ảnh này được miêu tả trong trang đầu của cuốn kinh thư Mendoza, một cuốn sách kể về lịch sử của người Aztec và ngày nay xuất hiện trên quốc kỳ và quốc huy của Mexico.
Tên chính thức của Mexico là Hợp chúng quốc Mexico (tiếng Tây Ban Nha: Estados Unidos Mexicanos). Lân bang phương bắc của Mexico có tên chính thức là Hợp chúng quốc Mỹ (tiếng Tây Ban Nha: Estados Unidos de América). Mexico cũng có Hợp chúng quốc trong tên chính thức là vì tên gọi chính thức của Mexico đã được cố ý đặt phỏng theo tên gọi chính thức của nước Mỹ.
Tên gọi Hợp chúng quốc Mexico được sử dụng lần đầu tiên trong bản hiến pháp của Mexico năm 1824. Trước khi có tên gọi chính thức là Hợp chúng quốc Mexico, nước này đã từng có một số tên gọi khác kể từ khi thành lập như Đế quốc Thứ nhất Mexico, Đế quốc Thứ hai Mexico, Cộng hòa Mexico trước khi có tên gọi cuối cùng như ngày nay.
Từ Hán-Việt của Mexico là Mễ Tây Cơ (米西基), hoặc nói tắt là Mễ. Ở Việt Nam từ ngữ này đã lỗi thời, nhưng hiện nay từ Mễ vẫn được dùng trong cộng đồng Mỹ gốc Việt để nói về Mexico (ví dụ: nước Mễ, người Mễ).

## Lịch sử

### Thời kỳ Tiền Colombo

Chichen Itza

Dấu vết cổ xưa nhất về con người được tìm thấy tại thung lũng Mexico là một bãi lửa trại được xác định có niên đại khoảng 21.000 năm trước. Trong hàng ngàn năm, người da đỏ ở Mexico đã sinh sống như những cộng đồng chuyên về săn bắn. Khoảng 9.000 năm trước, họ đã bắt đầu canh tác ngô và khởi đầu một cuộc cách mạng trong nông nghiệp, dẫn đến sự thành lập hàng loạt những quốc gia có trình độ phát triển cao và đạt được nhiều thành tựu to lớn về nhiều mặt, tiêu biểu là các quốc gia của người Maya và người Aztec. Họ đã đạt được nhiều thành tựu lớn về chữ viết, toán học, thiên văn học, nghệ thuật và kiến trúc... Những công trình tiêu biểu cho các nền văn hóa tiền Colombo này là các kim tự tháp, tiêu biểu như quần thể kim tự tháp tại Chichen Itza. Đế chế Aztec đã xây dựng nên một quốc gia hùng mạnh với thủ đô đặt tại Tenochtitlan, nay là thành phố Mexico.
Năm 1519, người Tây Ban Nha xâm lược các quốc gia của người da đỏ tại Mexico. Năm 1521, thành phố Tenochtitlan bị chiếm đóng và phá hủy, đánh dấu sự chấm dứt của đế chế Aztec trên bản đồ thế giới. Người dân bản địa lần lượt bị bắt làm nô lệ hoặc bị tàn sát rất dã man, đồng thời bên cạnh đó là sự phá hủy vô cùng to lớn của người Tây Ban Nha đối với gia tài văn hóa truyền thống của họ. Năm 1535, Phó vương quốc Tân Tây Ban Nha được thành lập tại Mexico và một số vùng lân cận. Đây là thuộc địa đầu tiên và lớn nhất của người Tây Ban Nha tại Tân thế giới và đã đem lại một nguồn của cải dồi dào cho chính quốc thông qua sự cướp bóc tài nguyên và nô lệ tại đây.

### México giành độc lập

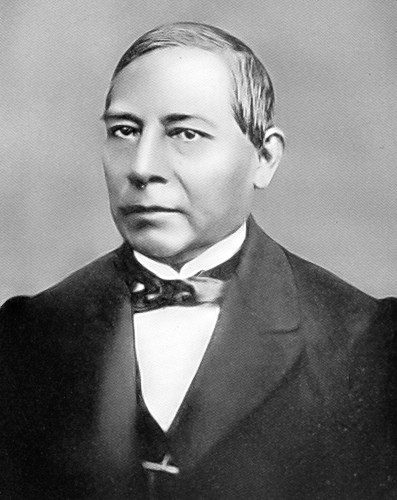
Benito Juarez

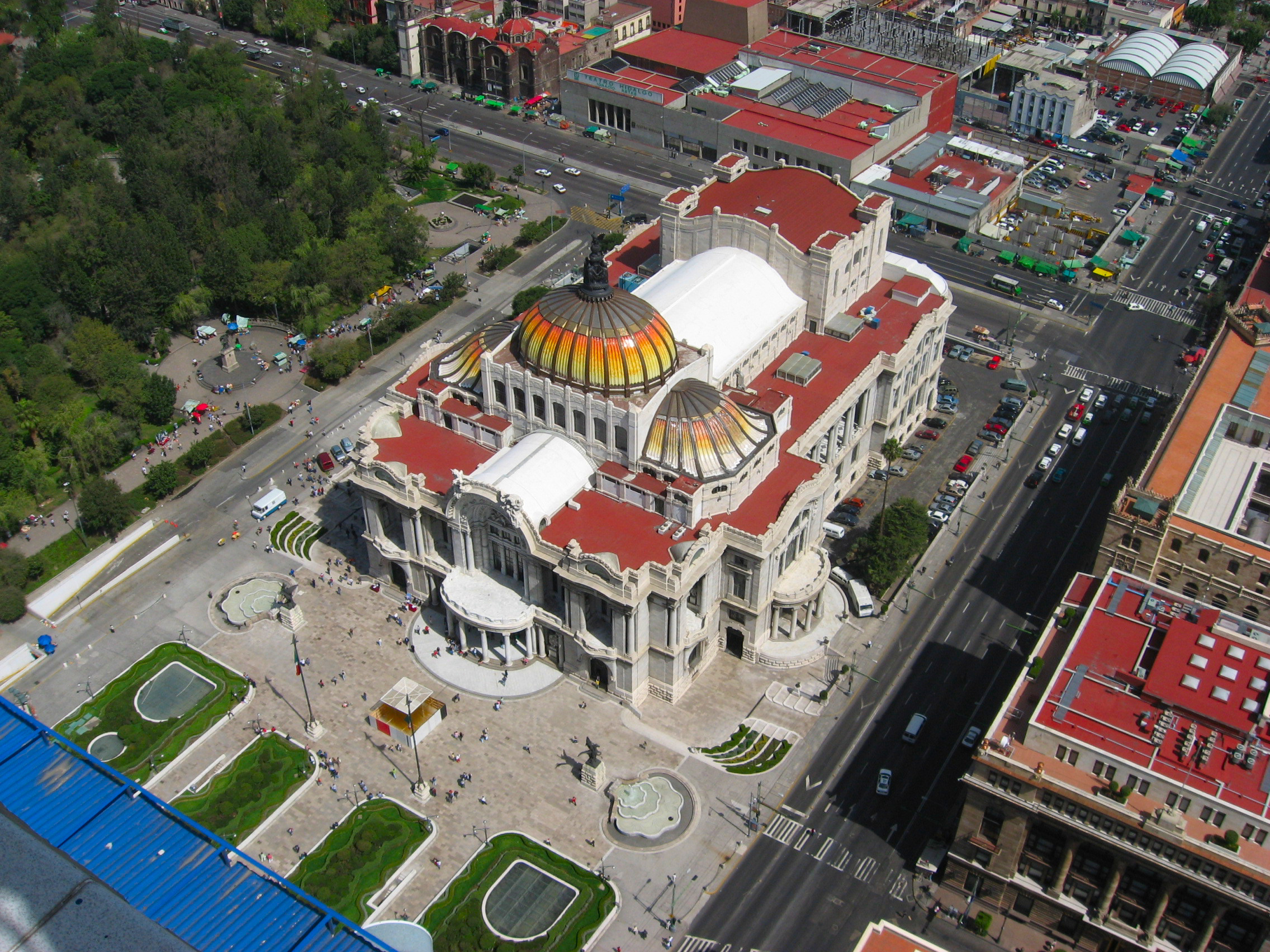
Mexico City

Gần 300 năm sau khi trở thành thuộc địa của Đế quốc Tây Ban Nha, vào năm 1810, một mục sư người México là Miguel Hidalgo y Costilla đã tuyên bố nền độc lập cho México. Tiếp theo đó là một cuộc chiến tranh kéo dài của nhân dân México chống lại quân đội Tây Ban Nha cho đến năm 1821, México chính thức giành được độc lập. Đệ nhất đế chế México được hình thành trong một thời gian ngắn ngủi, bao gồm toàn bộ lãnh thổ của nước Mexico ngày nay, toàn bộ khu vực Trung Mỹ (trừ Panama và Belize), các bang miền tây và miền nam Hoa Kỳ (California, Nevada, Utah, Arizona, New Mexico, Texas). Agustin de Iturbide tự xưng là hoàng đế của Đế quốc Thứ nhất nhưng bị các lực lượng cộng hòa lật đổ hai năm sau đó. Các tỉnh ở Trung Mỹ tách ra độc lập năm 1823 và thành lập nên nước Cộng hòa Liên bang Trung Mỹ, nhưng về sau bị vỡ vụn ra nhiều quốc gia độc lập nhỏ hơn.
Bốn thập kỉ sau khi giành được quyền độc lập, đất nước México vẫn đầy các xung đột do sự đối đầu giữa những người tự do và bảo thủ tại nước này. Tướng Antonio Lopez de Santa Anna là một nhân vật có ảnh hưởng lớn đối với nền chính trị của México thời gian này. Năm 1836, ông thông qua Siete Leyes nhằm thể chế hóa chính phủ tập trung quyền lực tại México dẫn đến việc đình chỉ Hiến pháp 1824. Có ba vùng đất thuộc México đã nổi dậy đòi độc lập là Cộng hòa Texas, Cộng hòa Rio Grande và Cộng hòa Yucatán. México đã tái thu phục được Rio Grande và Yucatán nhưng đã thất bại trong việc chiếm lại Texas. Không chỉ vậy, Texas sau đó đã được sáp nhập vào Hoa Kỳ và những tranh chấp về đất đai, lãnh thổ với nước láng giềng phương Bắc đã làm bùng nổ cuộc chiến tranh Mỹ-México (1846-1848) với thất bại nặng nề thuộc về México. Năm 1848, Hiệp ước Guadalupe-Hidalgo được ký kết, theo đó México mất tới 1/3 diện tích lãnh thổ cho Hoa Kỳ.
Chán nản trước thất bại của tướng Santa Anna, một phong trào cải cách đã lan rộng tai México. Đây được gọi là thời kỳ 'La Reforma', với một hiến pháp mới được ban hành theo đó tái thành lập thể chế liên bang và lần đầu tiên giới thiệu về quyền tự do tôn giáo tại México.
Những năm 1860, México phải đối mặt với sự xâm lăng của nước Pháp. Công tước Ferdinand Maximilian của Áo (thuộc dòng họ Habsburg) được chọn để trở thành vua của Đế quốc México Thứ hai. Tuy nhiên chính thể phong kiến này cũng chỉ tồn tại được trong một thời gian ngắn ngủi. Năm 1867, Benito Juarez, một người da đỏ Zapotec đã tái khôi phục nền cộng hòa và trở thành tổng thống da đỏ đầu tiên của México. Ông được đánh giá là vị tổng thống vĩ đại nhất của México trong thế kỷ XIX.

### Thế kỷ XX và thế kỷ XXI

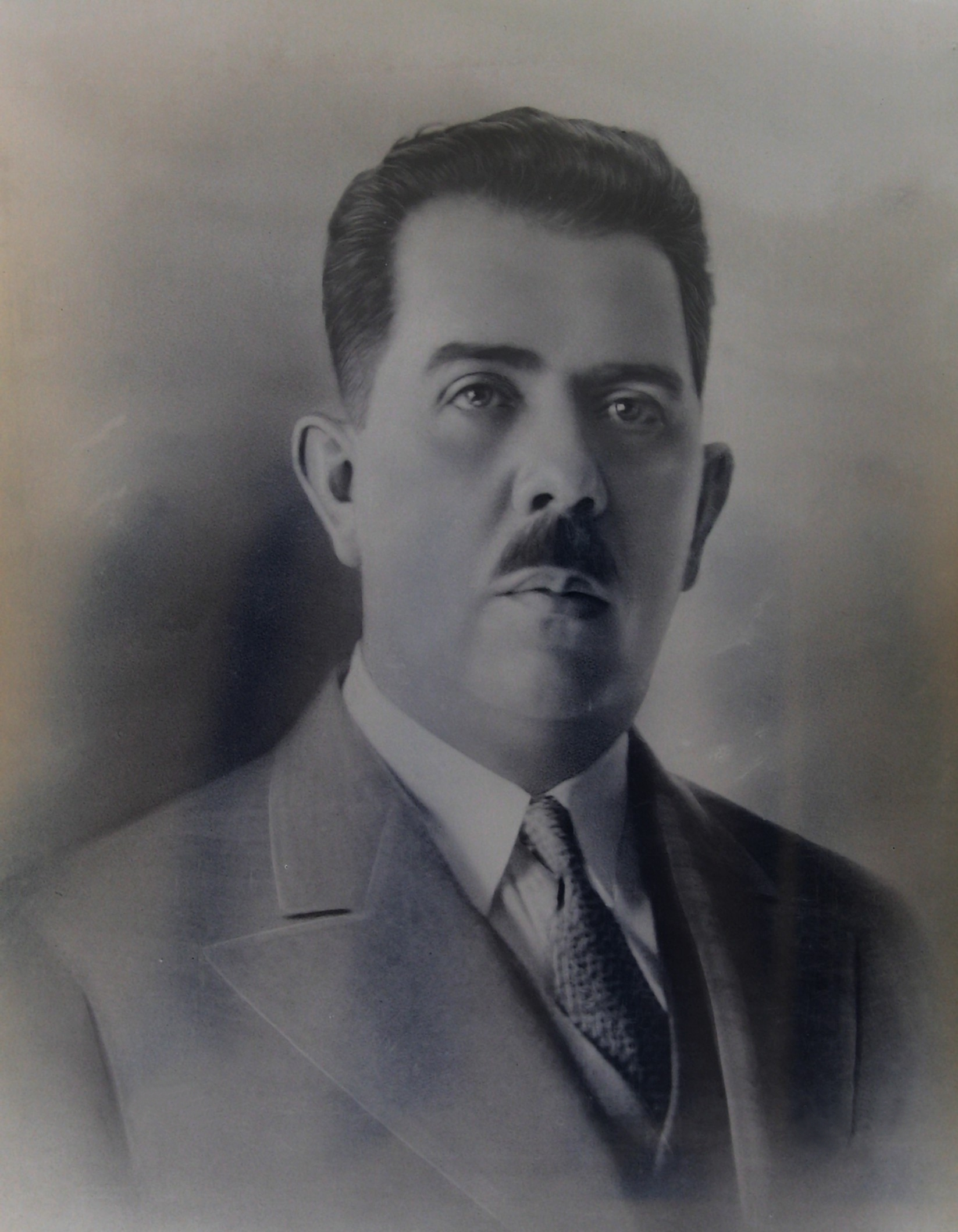
Lazaro Cardenas, cựu tổng thống Mexico

Porfirio Díaz đã cai trị một cách độc tài đất nước México trong khoảng thời gian từ năm 1880 đến năm 1911. Giai đoạn này, được gọi là Porfiriato được biết đến với những thành tựu lớn của nền kinh tế México, khoa học, nghệ thuật phát triển song bên cạnh đó là sự bất bình đẳng trong thu nhập giữa người giàu và người nghèo và sự đàn áp về chính trị. Cuộc bầu cử giả mạo để tiếp tục nhiệm kỳ thứ năm của Diaz đã bị người dân phản ứng dữ dội, dẫn đến việc cuộc Cách mạng Mexico bùng nổ vào năm 1910. Hệ quả của cuộc cách mạng là một hiến pháp mới đã được ban hành vào năm 1917 và tiếp sau đó là một loạt những biến động trên chính trường México. Đất nước rơi vào cuộc nội chiến giữa các phe phái và nhiều nhân vật lãnh đạo quan trọng bị ám sát. Tình hình tương đối ổn định trở lại từ khi Đảng Cách mạng Quốc gia, về sau đổi tên là Đảng Cách mạng Thể chế (PRI) lên nắm quyền vào năm 1929 và đóng vai trò quan trọng trên chính trường México suốt 71 năm sau đó.
Thời gian từ thập niên 1940 đến 1980 được đánh dấu bởi sự phát triển kinh tế vượt bậc của México và được các nhà sử học gọi là "El Milagro Mexicano", tức "Phép màu México". México đã có những cố gắng quan trọng trong việc quốc hữu hóa các tài sản của quốc gia như khoáng sản và dầu khí. Vào năm 1938, tổng thống Lázaro Cárdenas đã quyết định quốc hữu hóa tất cả các công ty khai thác dầu và buộc họ phải sáp nhập vào PEMEX, công ty dầu khí quốc doanh của México. Sự kiện này đã gây ra một cuộc khủng hoảng trong quan hệ ngoại giao giữa México với các nước tham gia khai thác tài nguyên tại đây. Kinh tế phát triển nhưng vẫn chưa đủ sức xóa hết những căng thẳng trong xã hội México, mà đỉnh cao là cuộc thảm sát Tlatelolco tại chính thủ đô México năm 1968.

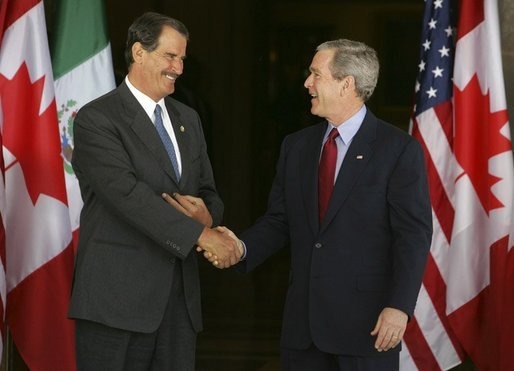
Tổng thống Vicente Fox gặp tổng thống Mỹ George W. Bush

Thời kỳ hoàng kim của kinh tế México kết thúc vào năm 1982 với một cuộc đại khủng hoảng. Giá dầu lửa, mặt hàng xuất khẩu chủ lực của México bị mất giá trầm trọng, tỉ lệ lãi suất tăng vọt và chính phủ México hoàn toàn bị vỡ nợ với những khoản nợ khổng lồ. Tiếp theo đó là một thời kỳ lạm phát kéo dài và México trở thành một quốc gia phá sản. México lại một lần nữa đối mặt với khủng hoảng kinh tế - tài chính lớn vào cuối năm 1994 với tốc độ tăng trưởng kinh tế năm 1995 là -6,9%. Hiện nay tình hình kinh tế México đã có nhiều cải thiện quan trọng theo hướng tự do hóa thị trường, đồng thời liên kết với các bạn hàng lớn là Hoa Kỳ và Canada để phát triển trong NAFTA (Hiệp định Tự do Thương mại Bắc Mỹ). Tăng trưởng kinh tế dần đi vào ổn định và México đã trở thành một trong những nền kinh tế lớn nhất thế giới.
Về chính trị, đã có một sự thay đổi lớn trên chính trường México trong cuộc bầu cử năm 2000. Lần đầu tiên sau 71 năm, Đảng Cách mạng Thể chế (PRI) để mất chiếc ghế tổng thống vào tay Đảng Hành động Quốc gia (PAN) là ông Vicente Fox. Trong cuộc bầu cử năm 2006, PRI thậm chí còn bị tụt xuống thứ ba, sau khi bị Đảng Cách mạng Dân chủ (PRD) vượt lên. Sau 12 năm, vào 2012, Đảng PRI trở lại ghế Tổng thống với Enrique Peña Nieto, cựu thống đốc Bang Mexico trong giai đoạn 2005–2011. Tuy vậy, ông thắng chỉ với 38% đa số và không giành được thế đa số trong quốc hội.
Trong cuộc bầu cử tổng thống năm 2018, thị trưởng Thành phố México là ông Andrés Manuel López Obrador đã giành thắng lợi. Andrés sẽ bắt đầu nhậm chức vào tháng 12 năm 2018.

## Địa lý

### Vị trí, giới hạn

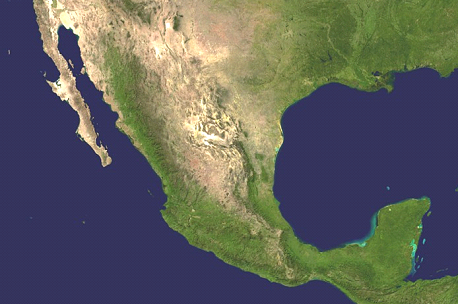
Hình ảnh Mexico chụp từ vệ tinh

Mexico là một quốc gia thuộc khu vực Bắc Mỹ. Phần lớn lãnh thổ của đất nước này nằm trên mảng kiến tạo Bắc Mỹ trong khi một phần nhỏ thuộc bán đảo Baja California thuộc địa mảng Thái Bính Dương và địa mảng Cocos. Về địa vật lý, phần lớn lãnh thổ Mexico thuộc về Bắc Mỹ, trong khi 12% lãnh thổ thuộc bán đảo Tehuantepec thuộc khu vực Trung Mỹ. Còn về mặt địa chính trị, Mexico được coi như một quốc gia Bắc Mỹ, cùng với Hoa Kỳ và Canada.
Tổng diện tích của Mexico 1.972.550 km² và Mexico là quốc gia có diện tích đứng hàng thứ 14 trên thế giới. Trong đó, Mexico còn tuyên bố chủ quyền đối với 6.000 km² đất thuộc các đảo và quần đảo tại Thái Bình Dương (đảo Guadalupe và quần đảo Revillagigedo), vịnh Mexico, biển Caribbean và vịnh California. Về phía bắc, Mexico chia sẻ đường biên giới dài 3.141 km với Hoa Kỳ. Dòng sông Río Bravo del Norte (ở Hoa Kỳ gọi là Rio Grande) là biên giới tự nhiên kéo dài từ Ciudad Juárez về phía đông đến vịnh Mexico. Ngoài ra còn có một số đường phân giới tự nhiên hoặc nhân tạo khác từ Ciudad Juárez về phía tây đến bờ Thái Bình Dương. Về phía nam, Mexico chia sẻ chung đường biên giới dài 871 km với Guatemala và 251 km với Belize.

### Địa hình

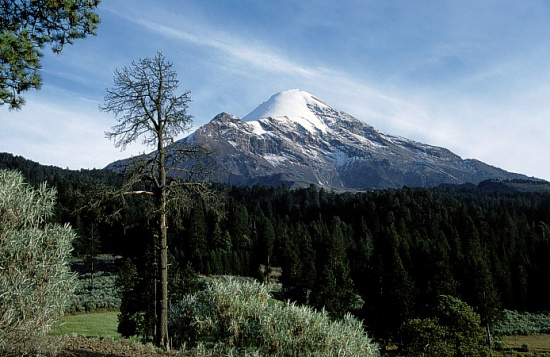
Ngọn núi Orizaba cao nhất Mexico

Đất nước Mexico có địa hình chủ yếu là đồi núi. Nước này có 3 dãy núi chính và đều nằm dọc theo đường bờ biển của Mexico. Trong đó Siera Madre Occidental là dãy núi dài nhất, kéo dài tới 5000 km theo dọc bờ biển phía tây giáp Thái Bình Dương của nước này. Ở bờ biển phía đông có dãy núi Siera Madre Oriental dài 1350 km và vùng bờ biển phía nam có dãy Sierra Madre de Sur dài 1200 km. Nằm giữa những dãy núi này với đường bờ biển là các đồng bằng nhỏ và hẹp.
Cao nguyên Mexico chiếm một phần lớn diện tích trung tâm đất nước và nằm giữa hai dãy Siera Madrea Occidental và Siera Madre Oriental. Trong khi phía bắc cao nguyên Mexico có địa hình thấp hơn (trung bình khoảng 1100 m) với nhiều bồn địa thì phía nam cao nguyên địa hình lại cao hơn. Những thung lũng thuộc miền nam cao nguyên Mexico tập trung rất nhiều thành phố lớn như thành phố Mexico hay Guadalajara.
Mexico nằm trên một khu vực không ổn định, gần nơi tiếp giáp giữa hai địa mảng Cocos và Bắc Mỹ nền thường hay xảy ra những trận động đất và núi lửa phun trào. Ngọn núi lửa Orizaba (5636 m) là ngọn núi cao nhất tại Mexico và thứ ba tại Bắc Mỹ. Dãy núi lớn thứ ba tại Mexico là Sierra Nevada, hay được gọi là Vành đai núi lửa Mexico là một chuỗi các núi lửa chắn ngang đất nước Mexico theo chiều đông-tây. Dãy núi lớn thứ tư của Mexico là Sierra Madre del Sur nằm dọc theo bờ biển tây nam nước này.
Mexico có khoảng 150 con sông nhưng lượng nước phân bố không đồng đều trên toàn bộ lãnh thổ. Phần nhiều các con sông lớn đều chảy về phía đông vào vịnh Mexico và biển Caribbean.

### Khí hậu
Có thể nói, đường chí tuyến bắc đã phân chia lãnh thổ Mexico thành hai vùng khí hậu riêng biệt: nửa phía bắc chí tuyến có khí hậu ôn hòa còn nửa phía nam chí tuyến thì có điều kiện khí hậu phụ thuộc nhiều vào độ cao. Mexico là một đất nước có nhiều núi non trùng điệp và điều này đã khiến cho Mexico trở thành một trong những quốc gia có hệ thống khí hậu đa dạng nhất trên thế giới.
Ở nửa phía nam của đường chí tuyến, tại những vùng có độ cao không vượt quá 1000 m thì có khí hậu nhiệt đới nóng ẩm quanh năm, với nhiệt độ trung bình năm dao động trong khoảng 24° - 28 °C, chênh lệch nhiệt độ giữa mùa hè và mùa đông không quá lớn, chỉ khoảng 5 °C. Trong khi đó, những vùng ở phía bắc đường chí tuyến của Mexico thì có nhiệt độ trung bình năm thấp hơn, vào khoảng 20° - 24 °C với mùa hè nóng ẩm còn mùa đông thì lạnh và khô.
Thung lũng Mexico nằm ở phía nam đường chí tuyến là một khu vực tập trung nhiều khu vực đô thị lớn của đất nước, trong đó có thành phố Mexico. Khu vực này nằm ở độ cao trên 2000 m nên nhìn chung có khí hậu ôn hòa tương đối dễ chịu, nhiệt độ trung bình năm dao động trong khoảng 16° - 18 °C.
Nhiều vùng đất ở Mexico, đặc biệt là tại phía bắc đường chí tuyến thường có rất ít mưa, tạo nên một số vùng hoang mạc lớn tại đất nước này. Trong khi đó miền nam Mexico (đặc biệt là những vùng đồng bằng duyên hải như bán đảo Yucatan) thì lượng mưa thường đạt trên 2000 mm/năm.

### Đa dạng sinh học

Báo đốm (Jaguar), loài thú biểu tượng của Mexico

Mexico được xếp là một trong 18 nước có mức độ đa dạng sinh học cao nhất trên thế giới. Theo thống kê, Mexico có khoảng 200.000 loài sinh vật đã được phát hiện, chiếm từ 10-12% tổng số loài sinh vật trên Trái Đất. Đất nước này xếp thứ nhì thế giới về số lượng các loài bò sát (707 loài), sau Úc, và cũng là thứ nhì về số lượng động vật có vú (438 loài), thứ tư về số lượng lưỡng cư (290 loài) và thứ tư về số lượng các loài thực vật (khoảng 20.000 loài). Mexico cũng xếp thứ tư thế giới về sự đa dạng của hệ sinh thái cũng như của các loài sinh vật. Có khoảng 2500 loài nằm trong danh sách bảo vệ của chính phủ Mexico. Hiện Mexico đã thành lập Hệ thống Thông tin quốc gia về đa dạng sinh học nhằm nâng cao hiểu biết của người dân về thế giới sinh vật đa dạng của đất nước này.
Tại Mexico, có khoảng 170.000 km² được coi là khu vực bảo tồn tự nhiên, trong đó bao gồm 34 khu dự trữ sinh quyển, 64 công viên quốc gia cùng nhiều khu vực bảo vệ các loài thực vật và động vật quý hiếm khác.
Mexico là quê hương của nhiều loài thực vật có vai trò vô cùng quan trọng trong đời sống hàng ngày. Sau khi phát hiện ra châu Mỹ, người châu Âu đã mang các loại cây trái này của châu Mỹ đi phổ biến khắp thế giới. Đó là các loài cây cacao (sản xuất chocolate), cà chua, ngô, vani, nhiều loại đậu và ớt cay khác nhau (trong đó có ớt Habanero).

## Chính trị

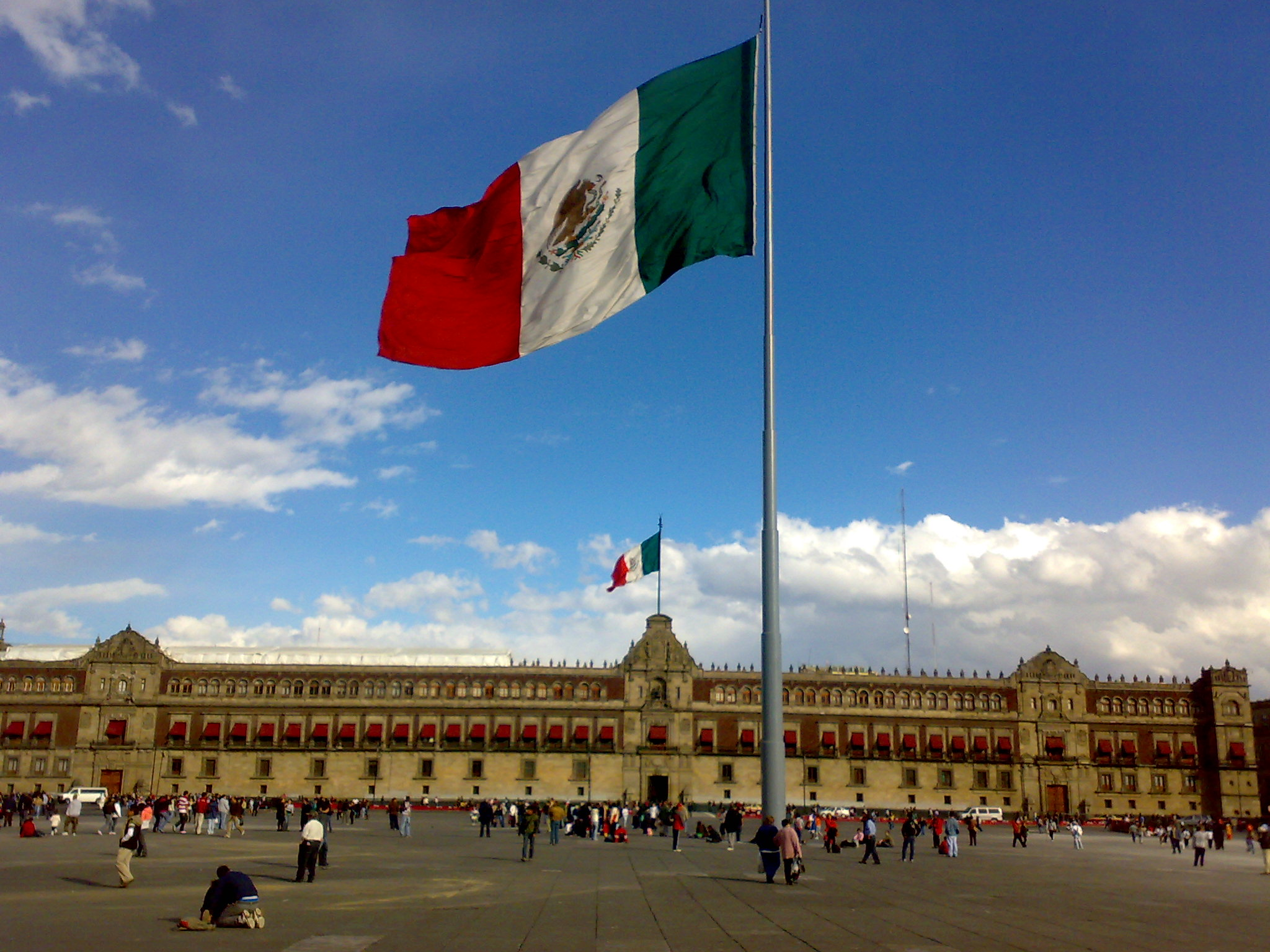
Cung điện Quốc gia là trụ sở Chính phủ México.

Theo Hiến pháp năm 1917, Hợp chúng quốc Mexico là một nước cộng hòa dân chủ đại diện và theo chế độ tổng thống. Hiến pháp của nước này cũng quy định thành lập 3 cấp chính quyền khác nhau: liên bang, tiểu bang và thành phố. Tất cả những vị trí lãnh đạo của chính quyền đều được quyết định thông qua bầu cử hoặc được chỉ định bởi những người đã được bầu.

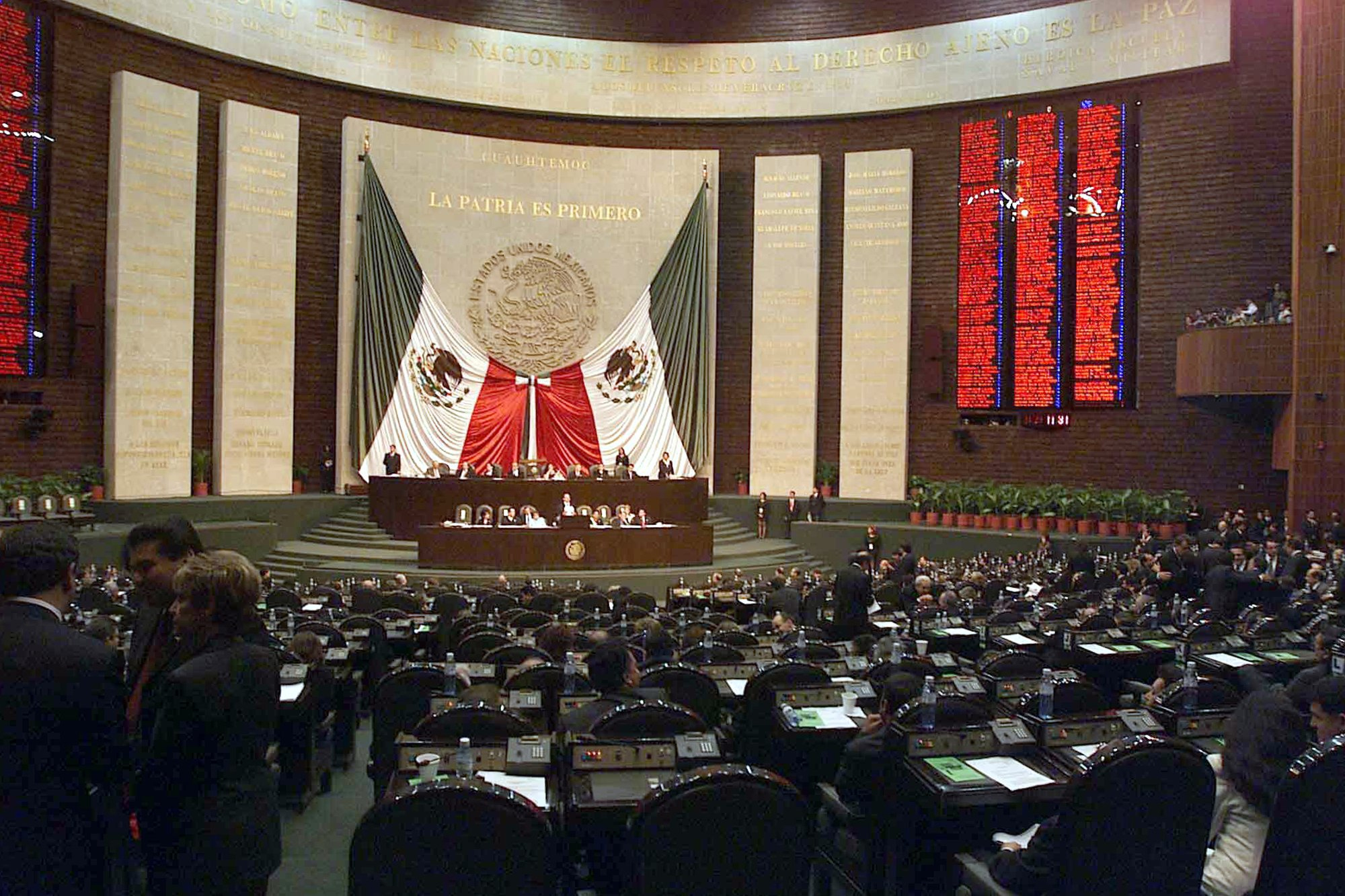
Hội trường Hạ viện México

Chính quyền của México được chia làm ba nhánh sau:
- Lập pháp: gồm quốc hội lưỡng viện bao gồm Thượng viện và Hạ viện México. Phía lập pháp có quyền đặt ra các điều luật, tuyên bố chiến tranh, đặt thuế mới, thông qua ngân sách quốc gia và các hiệp ước quốc tế, bổ nhiệm các cán bộ ngoại giao...
- Hành pháp: Tổng thống México vừa là người đứng đầu nhà nước, vừa là người đứng đầu chính phủ và đồng thời cũng được coi là Tổng tư lệnh quân đội México. Tổng thống có quyền bổ nhiệm nội các (với sự thông qua của Thượng viện), chịu trách nhiệm việc thiết lập và thực thi luật pháp và quyền đình chỉ không thông qua một bộ luật nào đó.
- Tư pháp: Đứng đầu nhánh này là Tòa án Tư pháp Tối cao, gồm 11 vị thẩm phán được bổ nhiệm bởi tổng thống với sự đồng ý của Thượng viện.

Ở cấp tiểu bang, chính quyền cũng được tổ chức thành ba nhánh: lập pháp (hội đồng lưỡng viện), hành pháp (đứng đầu là thống đốc và nội các được bổ nhiệm) và tư pháp (tòa án).
Trong thời gian từ năm 2006-2009, có 9 đảng phái có đại diện trong quốc hội México. Nhưng trong đó có 5 đảng có số phiếu không vượt quá 4%. Ba đảng lớn nhất và có ảnh hưởng quan trọng đối với nền chính trị México là:
- Đảng Hành động Quốc gia (Partido Acción Nacional, PAN): đảng trung hữu theo đường lối bảo thủ được thành lập năm 1939.
- Đảng Cách mạng Thể chế (Partido Revolucionario Institucional, PRI): một đảng trung tả theo đường lối dân chủ xã hội, được thành lập năm 1929 nhằm thống nhất những lực lượng của cuộc Cách mạng México. Phần lớn các chính trị gia cánh tả của México thuộc đảng này.
- Đảng Cách mạng Dân chủ (Partido de la Revolución Democrática, PRD): đảng trung tả được thành lập năm 1989, tạo thành bởi liên minh giữa những người theo chủ nghĩa xã hội và một số đảng phái tự do khác.

Trong suốt 71 năm kể từ khi thành lập, PRI là đảng năm giữ vai trò chủ yếu trên chính trường México. Tuy nhiên đến năm 2000, lần đầu tiên đảng đã bị mất chiếc ghế tổng thống vào tay Vicente Fox, một thành viên của đảng PAN. Đến năm 2006, Felipe Calderon của PAN lại một lần nữa giành chiến thắng trước đối thủ Andrés Manuel López Obrador của đảng PRD với cách biệt cực kỳ sít sao 0,58%. Ông tuyên thệ nhiệm kỳ tổng thống México 2006-2012.

### Ngoại giao

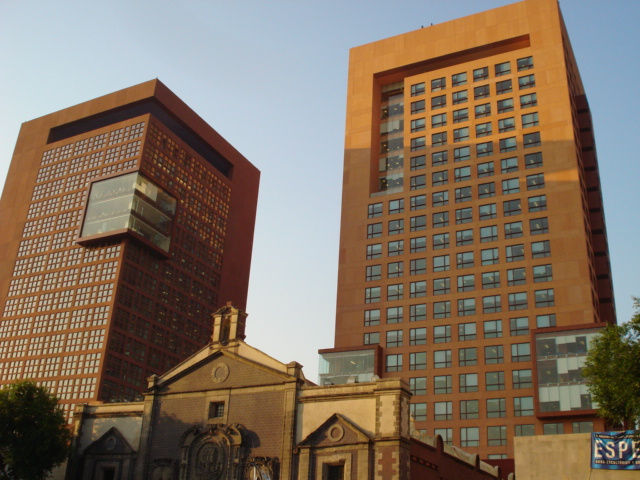
Trụ sở Bộ Ngoại giao México

Tổng thống thực hiện quan hệ ngoại giao của México thông qua Bộ Ngoại giao. Hiến pháp quy định các nguyên tắc của chính sách đối ngoại của México bao gồm tôn trọng luật pháp quốc tế và quyền bình đẳng, chủ quyền và độc lập của các dân tộc; không can thiệp vào công việc nội bộ của các quốc gia khác; và thúc đẩy an ninh chung thông qua sự tham gia tích cực vào các tổ chức quốc tế.
México là thành viên sáng lập của nhiều tổ chức quốc tế như Liên Hợp Quốc, Tổ chức các quốc gia châu Mỹ, Tổ chức các bang Ibero-Mỹ, OPANAL và Cộng đồng các quốc gia Mỹ Latinh và Caribe. Năm 2008, México đóng góp hơn 40 triệu đô la Mỹ vào ngân sách thường xuyên của Liên Hợp Quốc.
México được công nhận là một cường quốc khu vực bởi sự góp mặt trong một số diễn đàn kinh tế lớn chẳng hạn như nhóm G8+5 và G-20.
Kể từ sau cuộc chiến tranh giành độc lập, quan hệ ngoại giao của México tập trung chủ yếu vào Hoa Kỳ, hàng xóm phía bắc của họ, và cũng là đối tác thương mại lớn nhất. . Tuy vậy trong thế kỷ 20 chính sách ngoại giao của México cũng đã nhiều lần đi ngược lại lợi ích của Mỹ, chẳng hạn như việc México hỗ trợ chính phủ cách mạng Cuba kể từ khi thành lập trong đầu những năm 1960, ngoài ra México cũng từng ủng hộ nhóm du kích Sandinista ở Nicaragua cuối những năm 1970, và các nhóm khủng bố cánh tả ở El Salvador những năm 1980. Sau khi lên nắm quyền, chính phủ của Felipe Calderón đã đặt trọng tâm hơn vào các mối quan hệ với các quốc gia Mỹ Latinh và vùng Caribê.

### Quân đội
Quân đội México là lực lượng vũ trang chính quy của México dưới sự quản lý của Bộ Quốc phòng, gồm hai quân chủng Lục quân (bao gồm Lực lượng Không quân) và Hải quân. Tính đến năm 2024, Quân đội México ước tính có 220.000 quân nhân: 160.000 quân nhân Lục quân; 10.000 quân nhân Lực lượng Không quân; và 50,.000 quân nhân Hải quân, bao gồm khoảng 20.000 lính thủy quân lục chiến. Vệ binh Quốc gia ước tính có 110.000 thành viên. Ngân sách quốc phòng của México đạt 0,6% GDP vào năm 2023.
Từ thập niên 1990, quân đội México chuyển hướng trọng tâm hoạt động sang cuộc chiến chống ma túy, đòi hỏi phải nâng cấp nhiều loại vũ khí và hiện đại hóa quân đội. Hiện quân đội México vẫn còn duy trì một số cơ sở vật chất, hạ tầng để thử nghiệm và chế tạo vũ khí như trực thăng, tàu chiến hạng nặng, các loại súng cho quân đội. Những cơ sở này đóng vai trò quan trọng trong nền kinh tế địa phương. Trong những năm gần đây, do yêu cầu hiện đại hóa quân đội ngày càng cao nên México đã cải tiến các chương trình huấn luyện cũng như vũ trang, đồng thời trở thành một nhà cung cấp vũ khí cho cả quân đội trong nước và các nước khác.
Trong lịch sử, México duy trì lập trường trung lập trong các cuộc xung đột quốc tế, ngoại trừ trong Chiến tranh thế giới thứ hai. Trong những năm gần đây, một số đảng đã đề xuất sửa đổi Hiến pháp để cho phép Quân đội México hợp tác với Liên Hợp Quốc trong các hoạt động gìn giữ hòa bình hoặc viện trợ quân sự những quốc gia khác nếu có yêu cầu.

### Phân cấp hành chính
México là một liên bang gồm 31 bang và Thành phố México. Mỗi bang có hiến pháp, nghị viện và hệ thống tư pháp riêng. Thống đốc bang được bầu trực tiếp với nhiệm kỳ sáu năm, nhiệm kỳ của mỗi khóa nghị viện bang là ba năm. Thành phố México là một đơn vị hành chính đặc biệt của toàn bộ liên bang, nguyên được gọi là Đặc khu Liên bang. Từ năm 2016, Thành phố México được cấp quy chế tương tự một bang với hiến pháp, nghị viện riêng và được phân quyền tự trị ở mức độ cao hơn. Mỗi bang được chia thành các đô thị, là đơn vị hành chính thấp nhất của México. Thị trưởng hoặc chủ tịch đô thị (presidente municipal) là người đứng đầu đô thị, được bầu trực tiếp theo hệ thống đầu phiếu đa số tương đối.

## Kinh tế

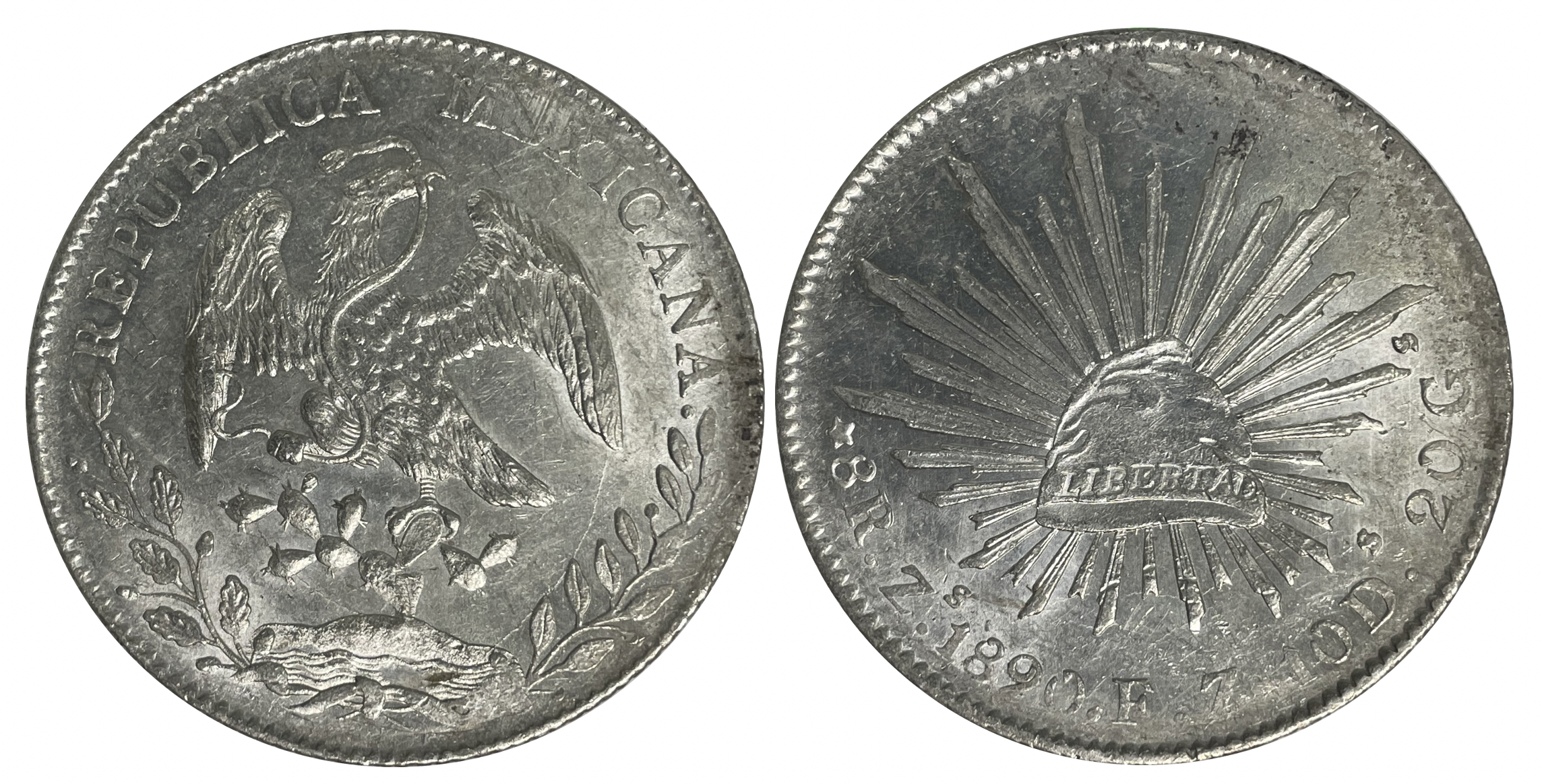
8 reales Mexico, loại tiền tệ đầu tiên được đúc sau khi Mexico dành độc lập (1824 - 1897), đường kính 38,9mm, tỷ lệ bạc 90,3% và trọng lượng 27,07gr

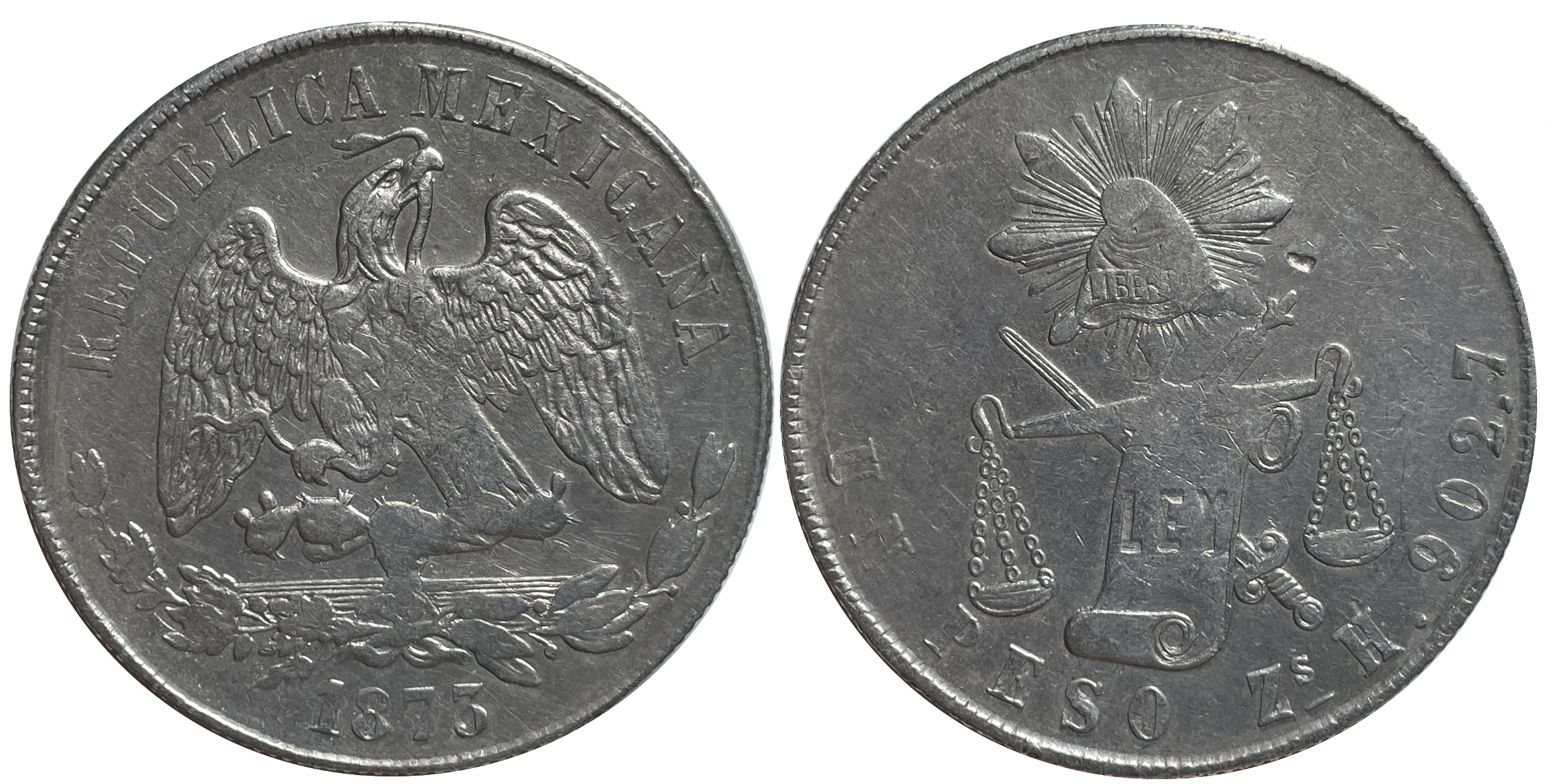
1 peso bạc Mexico đời đầu (1869 - 1873), với 90,3% bạc, trọng lượng 27,073gr và đường kính 37,0mm

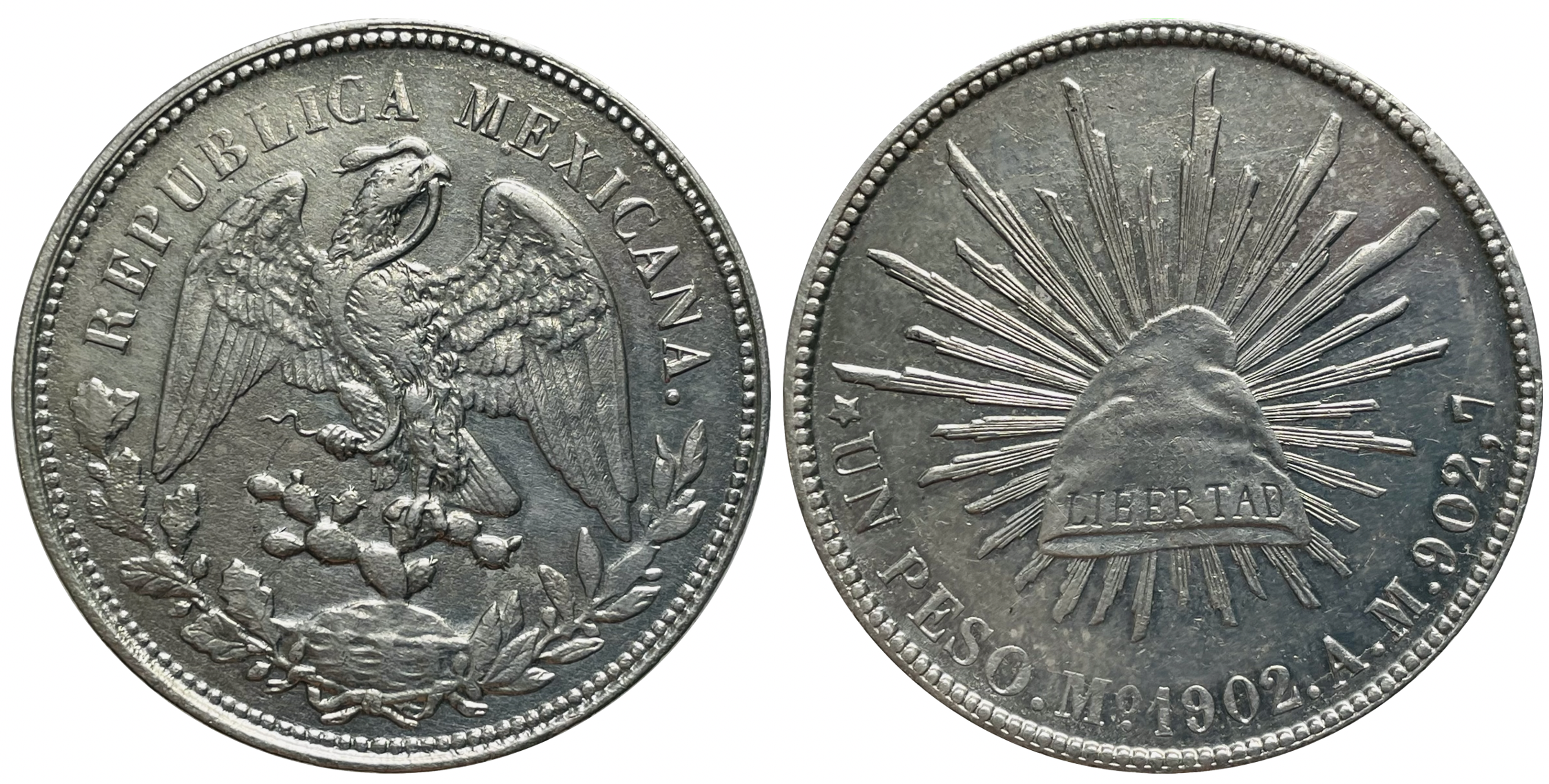
1 peso bạc Mexico đời thứ 2 (1899 - 1909), với 90,27% bạc, trọng lượng 27,073gr và đường kính 38,5mm

Mexico là một nền kinh tế thị trường hỗn hợp và được xếp vào nhóm các quốc gia có thu nhập trung bình trên. Đây là nền kinh tế lớn thứ 15 thế giới dựa trên GDP và đồng thời cũng là một trong những nước có thu nhập bình quân cao nhất khu vực Mỹ Latinh, tuy nhiên vẫn còn kém xa so với các nước Bắc Mỹ. Theo Quỹ Tiền tệ Quốc tế, thu nhập bình quân đầu người của Mexico là 9,452 USD (danh nghĩa) trong năm 2016, đứng thứ nhì khu vực Mỹ Latinh (sau Brasil) còn nếu theo sức mua tương đương thì thu nhập của Mexico là 19,519 USD, đứng thứ nhất.
Sau cuộc khủng hoảng kinh tế trầm trọng năm 1994, Mexico đã phục hồi một cách ấn tượng nền kinh tế bằng cách xây dựng một nền kinh tế đa dạng và hiện đại. Cơ sở hạ tầng được cải thiện đã nâng cao chất lượng hoạt động của các bến cảng, đường sá, mạng lưới điện, viễn thông, hàng không đảm bảo cho sự phát triển kinh tế. Dầu lửa vẫn là mặt hàng xuất khẩu chủ lực của Mexico và mang lại một nguồn ngoại tế lớn cho nền kinh tế nước này. Sau khi phải trải qua suy thoái trong năm 2001, nền kinh tế của đất nước đã hồi phục và đạt mức tăng trưởng lần lượt là 4.2, 3.0 và 4.8% trong các năm 2004, 2005 và 2006 , mặc dù con số này vẫn bị coi là thấp so với mức tăng trưởng tiềm năng của Mexico . Sau cuộc đại suy thoái 2008–2009, nền kinh tế đã đạt mức tăng trưởng trung bình là 3.32 % mỗi năm kể từ năm 2010 đến năm 2014. Năm 2017, nền kinh tế Mexico đạt mức tăng trưởng là 2.0% . Với dân số đông và một nền kinh tế phát triển năng động và vững chắc, Mexico được dự báo có thể sẽ trở thành một trong 5 cường quốc kinh tế thế giới vào năm 2050 theo thứ tự lần lượt là Trung Quốc, Mỹ, Ấn Độ, Brasil và Mexico.
Theo Ngân hàng Thế giới, tỉ lệ nghèo đói tại Mexico đã giảm từ 24,2% xuống 17,6% trong khoảng 2000-2004. Tuy nhiên theo số liệu thống kê của CONEVAL thì từ năm 2006 đến 2010, tỷ lệ dân số sống trong cảnh nghèo đói tăng từ 18% -19%  lên 46% (52 triệu người) . Đến năm 2017, Ngân hàng thế giới ước tính có tới 42.3% dân số Mexico sống trong nghèo đói . Ngoài ra sự bất bình đẳng trong thu nhập của người dân Mexico cũng là một vấn đề lớn đối với nước này. Sự chênh lệch giàu nghèo, phản ánh qua chỉ số Gini cao của Mexico có thể gây ra những hậu quả nghiêm trọng về xã hội và kinh tế. Trong Báo cáo về Chỉ số Phát triển Con người của Liên Hợp Quốc năm 2004, một số quận tại trung tâm thành phố Mexico như quận Benito Juarez, hay quận San Pedro Carza Garcia thuộc bang Nueva Leon có mức thu nhập cũng như điều kiện y tế, giáo dục ngang với bình quân của các nước phát triển như Đức và New Zealand. Trong khi đó, quận Metlatonoc thuộc bang Guerrero có chỉ số HDI ngang với Syria, một nước thu nhập trung bình dưới.
Mexico đã ký Hiệp định Tự do Thương mại (FTA) với hơn 40 quốc gia trong đó có Hoa Kỳ, Nhật Bản, Liên minh châu Âu, các nước Trung Mỹ và Nam Mỹ. Khoảng 90% mậu dịch của Mexico có FTA. Đối tác thương mại chủ yếu của Mexico là hai nước bạn hàng Bắc Mỹ thuộc khối NAFTA, chiếm tới 90% mặt hàng xuất khẩu và 55% nhập khẩu của nước này. Trong nền kinh tế Mexico, nông nghiệp chiếm 4%, công nghiệp chiếm 26,5% và dịch vụ chiếm 69,5%. Các mặt hàng xuất khẩu chú yếu của Mexico là dầu mỏ, hàng gia công, rau quả, vải, cà phê, bạc. Còn các mặt hàng nhập khẩu chủ yếu là máy móc, thiết bị, phương tiện giao thông.
Du lịch cũng là một nguồn thu ngoại tệ lớn của Mexico. Mỗi năm đất nước Mexico đón tiếp hơn 20 triệu lượt khách du lịch nước ngoài và là quốc gia duy nhất tại khu vực Mỹ Latinh có mặt trong top 25 nước điểm đến du lịch của thế giới. Du lịch Mexico nổi tiếng với những tàn tích từ thời các nền văn minh cổ xưa của châu Mỹ, các công trình văn hóa lịch sử cũng như các bãi biển đẹp dọc theo hai bên bờ biển của nước này. Năm 2017, Mexico đứng thứ 6 thế giới về lượng khách du lịch đến tham quan 

## Nhân khẩu

Biểu đồ tăng trưởng dân số Mexico

Năm 2022, dân số của México ước tính là 129.150.971 người. Liên Hợp Quốc dự kiến dân số sẽ tăng lên 131.946.900 người vào năm 2025. Từ thập niên 1970, México là quốc gia sử dụng tiếng Tây Ban Nha đông dân nhất trên thế giới.
Trong thế kỷ XX, một đặc điểm nổi bật của dân số Mexico là mức gia tăng dân số rất nhanh. Tuy rằng hiện nay, tốc độ gia tăng dân số đã giảm xuống còn dưới 1% nhưng dân số Mexico đã vượt quá mốc 100 triệu người và còn tiếp tục gia tăng hơn nữa. Đồng thời bên cạnh đó, Mexico được coi là một quốc gia với dân số trẻ, với khoảng 50% dân số có độ tuổi dưới 29 .
Năm 1900, dân số Mexico là 13,6 triệu người. Từ những năm 1930 đến 1980, hay giai đoạn được gọi là "Phép màu Mexico", chính phủ Mexico đã có những đầu tư hiệu quả vào việc phát triển kinh tế và cải thiện đời sống người dân khiến tỉ lệ tử vong của trẻ sơ sinh được giảm xuống rõ rệt. Dân số Mexico gia tăng nhanh chóng trong thế kỷ XX và bây giờ đã bắt đầu có xu hướng chậm lại. Tốc độ gia tăng dân số từ mức đỉnh 3,5% năm 1965 nay đã hạ xuống 1,4% năm 2017.
Tốc độ gia tăng dân số có sự khác biệt giữa các vùng của Mexico. Khu vực thủ đô Mexico có tốc độ tăng dân số chỉ có 0,2%, và đặc biệt bang Michoacan có mức tăng trưởng dân số là -0,1%. Trong khi đó một số vùng khác thưa dân hơn lại có mức độ tăng trưởng dân số cao (được ảnh hưởng khá nhiều từ quá trình nhập cư) là Quintana Roo (4,7%) hay Baja California Sur (3,4%).

### Nhập cư và di cư
Dân châu Âu, chủ yếu là người Tây Ban Nha đã nhập cư vào Mexico trong thời kỳ nước này còn là một thuộc địa của Tây Ban Nha. Đến cuối thế kỷ XIX, đầu thế kỷ XX, một dòng người nhập cư mới đến từ châu Âu cũng xuất hiện chủ yếu do sự nghèo đói tại quê hương, tuy không đông đảo như các đợt di dân đến Argentina, Brasil và Uruguay. Ngoài người Tây Ban Nha, những nhóm người châu Âu nhập cư bao gồm người Anh, người Ireland, người Ý, người Đức, người Pháp, người Hà Lan... Một bộ phận người Trung Đông cũng nhập cư vào Mexico trong thời kỳ này, chủ yếu họ đến từ Thổ Nhĩ Kỳ và Liban. Bên cạnh đó còn có một số cộng đồng người Viễn Đông như người Trung Quốc đi qua Hoa Kỳ xuống định cư ở miền bắc Mexico và người bán đảo Triều Tiên ở miền trung Mexico.
Trong thập niên 1970 và 1980, Mexico đã mở cửa cho những người tị nạn chính trị đến từ khắp các nước Mỹ Latinh như Argentina, Chile, Cuba, Peru, Brazil, Colombia và các nước Trung Mỹ. Những cuộc khủng hoảng kinh tế sâu sắc tại các nước Mỹ Latinh láng giềng cũng góp phần làm gia tăng cộng đồng của họ tại Mexico, như người Argentina tại Mexico được ước tính có khoảng 110.000 đến 130.000 người. Bên cạnh đó, khoảng 1 triệu người Mỹ cũng định cư tại Mexico, chủ yếu vì lý do nghỉ dưỡng sau khi đã về hưu.
Mexico hiện nay là nước có tỷ lệ di cư âm (di cư nhiều hơn nhập cư), với tỉ lệ là -4,32/1000 người. Chủ yếu người dân Mexico di cư đến Hoa Kỳ để tìm kiếm một cuộc sống tốt đẹp hơn. Trong thập niên 1990 và đầu những năm thập niên 2000, dòng người di cư từ Mexico sang Hoa Kỳ đã gia tăng một cách đột biến, chiếm khoảng 37% tổng lượng dân Mexico tại Mỹ. Việc nhập cư bất hợp pháp từ Mexico vào Mỹ cũng là một vấn đề lớn trong quan hệ ngoại giao giữa hai nước. Vào năm 2017, ước tính có khoảng 36 triệu người Mỹ tự nhận mình là người gốc Mexico . Giải thích cho việc mặc dù nền kinh tế Mexico đã phát triển rõ rệt song tỉ lệ di cư vẫn cao, nhiều người cho rằng đó là do sự bất bình đẳng về kinh tế trong nước, khoảng cách giàu nghèo gia tăng và một số người Mexico sau khi định cư tại Mỹ đã quyết định đón gia đình của mình từ Mexico sang. Tính đến năm 2017, ước tính có 12,9 triệu người Mexico sống ở nước ngoài, chủ yếu là ở Hoa Kỳ, tập trung gần 98% dân số Mexico sống tại nước ngoài . Đa số người Mexico tại Hoa Kỳ định cư ở các bang như California, Texas và Illinois, đặc biệt là ở các khu vực đô thị của Los Angeles, Chicago, Houston và Dallas-Fort Worth .
Tính đến năm 2017, ước tính có 1,2 triệu người nước ngoài đã định cư tại Mexico , tăng so với con số gần 1 triệu vào năm 2010 . Đại đa số người nhập cư đến từ Hoa Kỳ (900.000), khiến Mexico trở thành điểm đến hàng đầu cho công dân Hoa Kỳ ở nước ngoài , tăng so với con số gần 1 triệu vào năm 2010 . Nhóm lớn thứ hai đến từ nước láng giềng Guatemala (54.500), tiếp theo là Tây Ban Nha (27.600). Các nguồn nhập cư chính khác tới từ các nước đồng bào Mỹ Latinh, bao gồm Colombia (20.600), Argentina (19.200) và Cuba (18.100) .

### Tôn giáo
Tôn giáo tại México (điều tra dân số năm 2020)
Theo điều tra nhân khẩu năm 2010, tuyệt đại đa số người dân Mexico theo Công giáo (83%), mặc dù số lượng người đi lễ nhà thờ hàng tuần nhỏ hơn rất nhiều, chỉ khoảng 47%. Khoảng 5,2% dân số Mexico theo Tin Lành, số còn lại theo một số tôn giáo khác và 4,7% là vô thần . Mexico cũng là quốc gia có số dân theo Công giáo lớn thú hai thế giới sau Brasil.

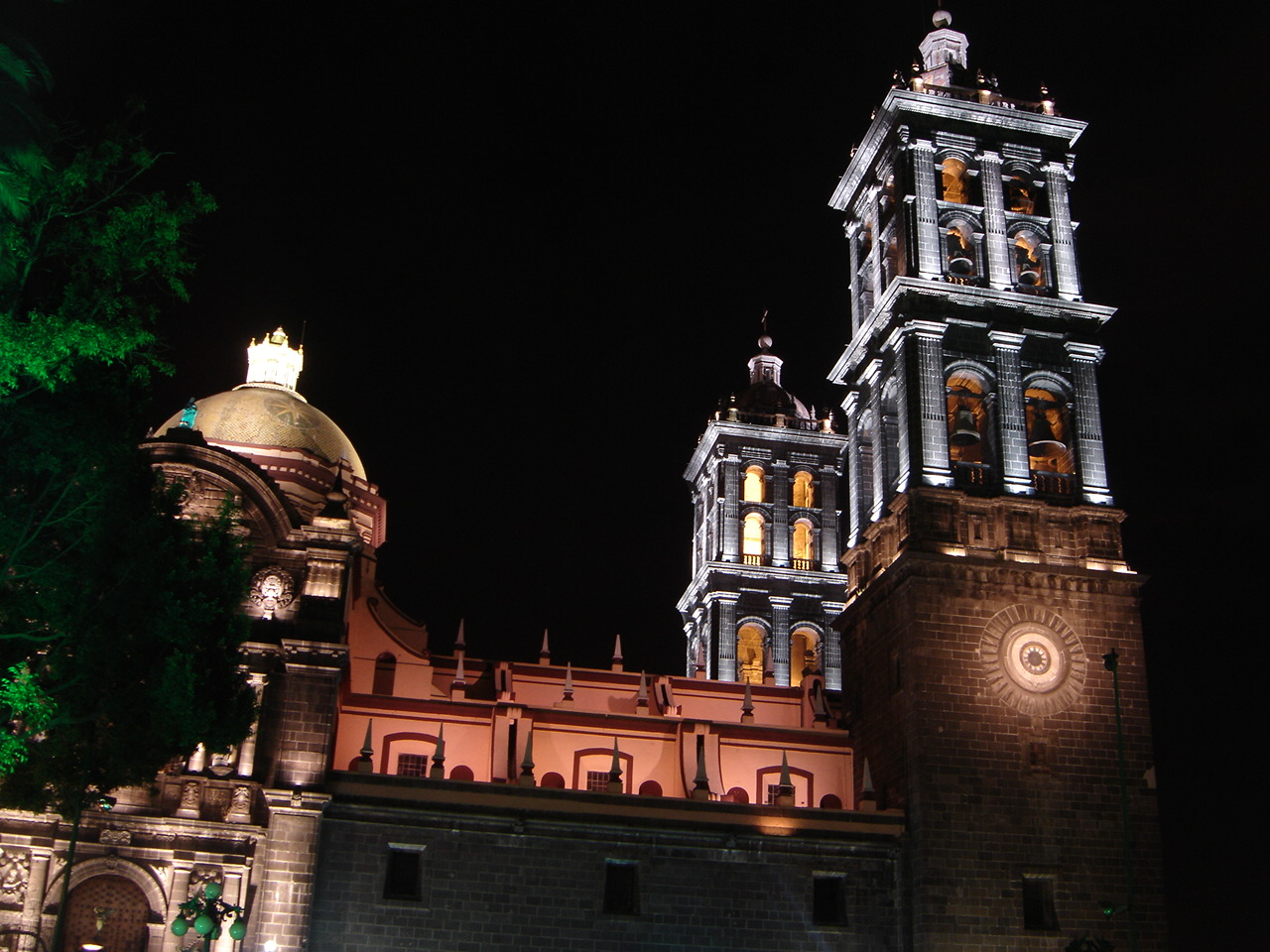
Nhà thờ ở Puebla

Những bang có tỉ lệ người theo đạo Công giáo cao nhất là các bang miền trung Mexico như Guanajuato (96,4%), Aguascalientes (95,6%), Jalisco (95,4%), trong khi đó những bang ở phía đông nam có tỉ lệ theo đạo Công giáo thấp nhất như Chiapas (63.8%), Tabasco (70.4%) and Campeche (71.3%). Tỉ lệ người dân Mexico theo Công giáo đã giảm xuống từ mốc 98% năm 1950 xuống còn 87,9% năm 2000 và 83% năm 2010. Tỉ lệ này sẽ còn tiếp tục giảm xuống song đạo Công giáo vẫn đống vai trò hàng đầu về tôn giáo tại Mexico.
Không như một số quốc gia Mỹ Latinh khác, Hiến pháp Mexico 1857 đã tách riêng hoạt động của nhà nước và nhà thờ. Chính phủ không cấp cho nhà thờ bất cứ nguồn lợi kinh tế nào như ở Tây Ban Nha hay Argentina và nhà thờ cũng không được tham gia vào các hoạt động giáo dục ở các trường công (mặc dù họ có thể tham gia ở các trường tư). Thậm chí, chính phủ Mexico còn quốc hữu hóa các tài sản của nhà thờ (đến thập niên 1990 thì một số lại được trao trả). Các linh mục và thầy tu tại Mexico không được quyền bầu cử hay tham gia ứng cử vào các vị trí trong chính quyền.
Theo điều tra dân số năm 2010, có 67.476 người Do Thái ở Mexico . Tín đồ Hồi giáo ở Mexico chủ yếu là người Mexico gốc Ả Rập, tập trung đông nhất là ở xung quanh khu vực San Cristóbal de las Casas ở Chiapas . Cũng trong điều tra dân số năm 2010, 18.185 người Mexico được báo cáo là tín đồ của một tôn giáo phương Đông, bao gồm một cộng đồng Phật giáo nhỏ bé .

### Ngôn ngữ

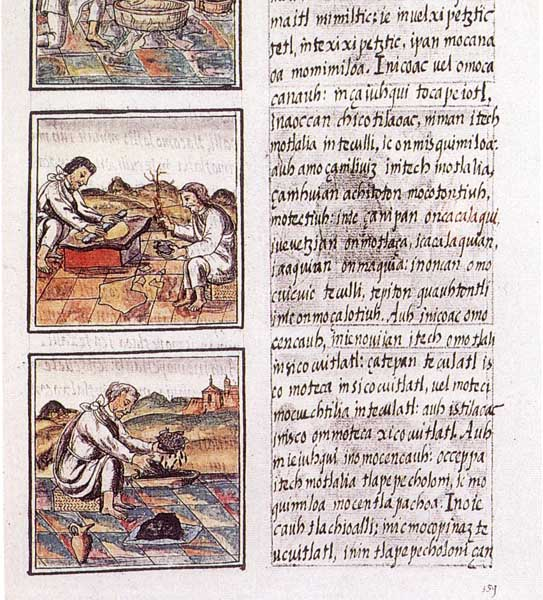
Một bản viết bằng tiếng Nahualt

Tiếng Tây Ban Nha được 97% dân số sử dụng và là ngôn ngữ quốc gia trên thực tế của México. Theo Hiến pháp của Mexico, tất cả các ngôn ngữ bản địa đều được quyền bình đẳng ngang với tiếng Tây Ban Nha, bất kể số người nói nhiều hay ít. Người dân hoàn toàn có quyền được yêu cầu cung cấp các dịch vụ công cộng và các tài liệu bằng ngôn ngữ bản địa của mình. Thậm chí chính phủ Mexico còn công nhận cả những ngôn ngữ bản địa của người da đỏ không có nguồn gốc từ Mexico như tiếng của người Kickapoo (nhập cư từ Hoa Kỳ) và ngôn ngữ của những người da đỏ tị nạn Guatemala. Mexico cũng đã thành lập các trường học song ngữ ở cấp tiểu học và trung học cho các học sinh nói ngôn ngữ bản địa. Hiện nay, có khoảng 7,1% dân số Mexico có nói ít nhất một ngôn ngữ bản địa và có khoảng 1,2% dân số hoàn toàn không sử dụng tiếng Tây Ban Nha.
Mexico là quốc gia có số lượng người nói tiếng Tây Ban Nha nhiều nhất thế giới, hơn gấp đôi Tây Ban Nha là nơi bắt nguồn của ngôn ngữ này. Do vậy, Mexico có vai trò quan trọng trong việc truyền bá ảnh hưởng của tiếng Tây Ban Nha ra thế giới, đặc biệt là vào Mỹ. Khoảng 1/3 số người nói tiếng Tây Ban Nha trên thế giới sống tại Mexico. Bên cạnh đó, tiếng Nahuatl là thứ tiếng được sử dụng phổ biến thứ nhì tại đất nước này với khoảng 1,7 triệu người sử dụng, sau đó là tiếng Maya Yucatec với 800.000 người. Một số ngôn ngữ thiểu số của Mexico đang có nguy cơ biến mất, ví dụ như tiếng Lacandon được sử dụng bởi không quá 100 người.
Tiếng Anh được sử dụng rộng rãi trong cộng đồng người Mỹ tại Mexico, những thành phố giáp biên giới phía bắc và các trung tâm kinh tế, tài chính lớn. Một số ngôn ngữ gốc Âu khác cũng được sử dụng nhiều là tiếng Venezia (bắt nguồn từ Ý), tiếng Plautdietsch (miền nam Đức), tiếng Đức, tiếng Pháp và tiếng Digan.

### Chủng tộc

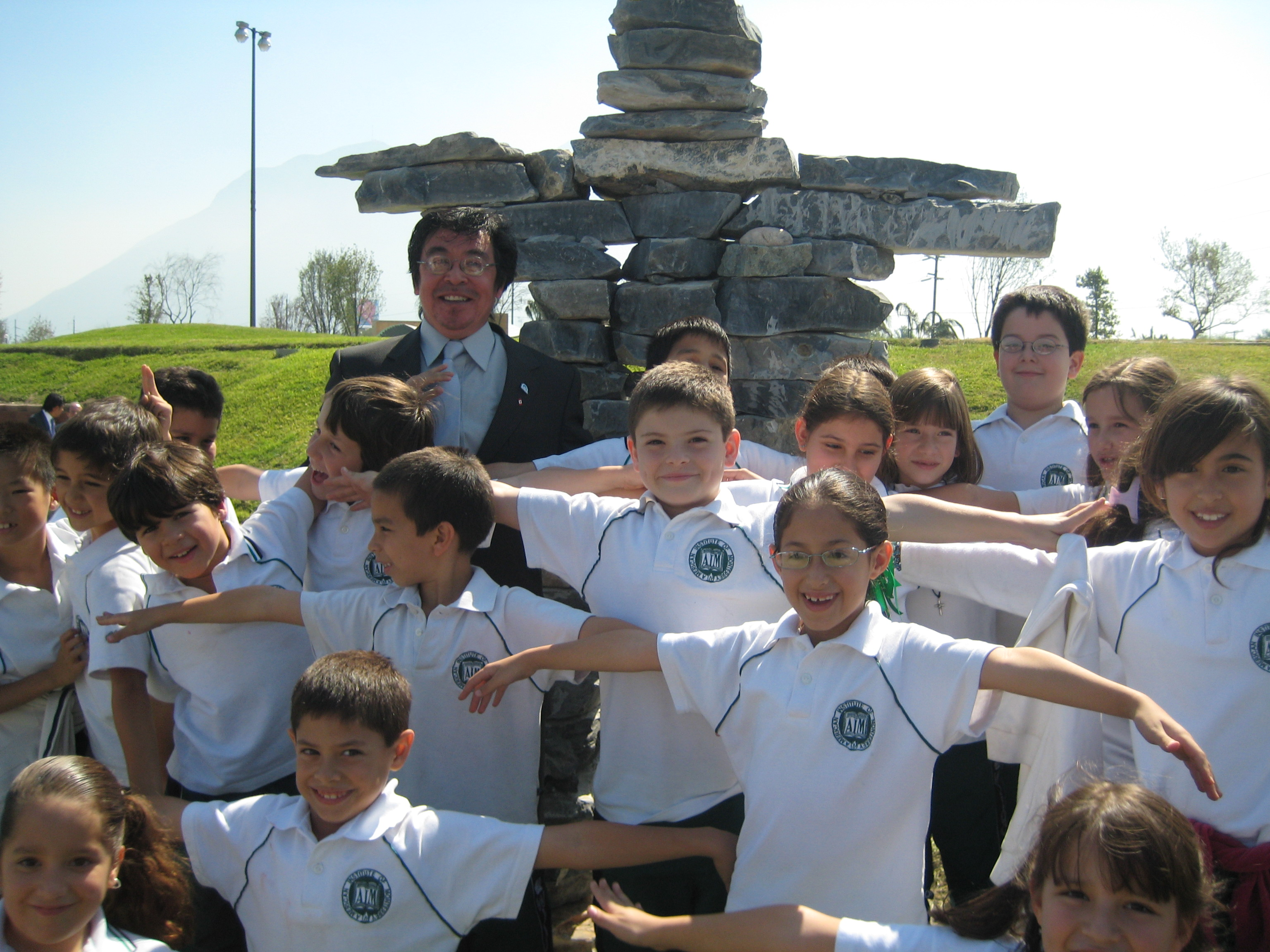
Trẻ em Mexico tại Monterrrey

Mexico là một quốc gia có nhiều sắc tộc khác nhau và Hiến pháp nước này ghi rõ Mexico là một quốc gia đa chủng tộc. Dân Mexico có thể chia làm các nhóm chính sau:
- Người Mestizo (tức người lai giữa người da trắng và người da đỏ) là nhóm sắc tộc chiếm tỉ lệ cao nhất tại Mexico, ước tính từ 60-75%[89].
- Người da đỏ bản địa được ước tính chiếm khoảng từ 12 - 30% dân số. Đây là những cư dân đầu tiên của Mexico do vậy các ngôn ngữ của họ được chính phủ Mexico công nhận là ngôn ngữ quốc gia và được bảo vệ.
- Người da trắng chiếm khoảng 9 - 17% dân số là những người dân nhập cư gốc châu Âu. Họ có nhiều nguồn gốc khác nhau trong đó chủ yếu là Tây Ban Nha, rồi đến một số nhóm khác như Pháp, Italy, Bồ Đào Nha, Basque, Đức, Ireland, Ba Lan, România, Nga... Ngoài ra còn có một số người Mỹ và Canada gần đây cũng di cư đến Mexico.

Người da đen chiếm một thiểu số không đáng kể tại Mexico, tập trung ở vùng bờ biển Veracruz, Tabasco, Guerrero. Mexico cũng có một cộng đồng người Á khá đông đảo đến từ Trung Quốc, Hàn Quốc, Philippines, Nhật Bản, Liban, Thổ Nhĩ Kỳ...

### Tội phạm
Các băng đảng ma túy hiện đang là vấn đề lớn ở México. Cuộc chiến chống ma túy của México từ năm 2006 đến nay đã khiến cho hơn 60.000 người thiệt mạng, và khoảng 20,000 người mất tích. Các tập đoàn ma túy của México có số lượng lên tới 100,000 thành viên. Viện Thống kê và Địa lý Quốc gia México ước tính rằng trong năm 2014, một phần năm người México là nạn nhân của một số loại tội phạm.
Kể từ khi Tổng thống Felipe Calderón phát động một chiến dịch chống lại tập đoàn trong năm 2006, hơn 28.000 tên tội phạm bị cáo buộc đã bị giết..Trong tổng số nạn nhân của các vụ bạo lực liên quan đến ma túy thì có 4% là những người vô tội, chủ yếu là người qua đường và những người bị mắc kẹt ở giữa những cuộc đấu súng; 90% nạn nhân là bọn tội phạm và 6% số nạn nhân còn lại là cảnh sát và quân đội. Trong tháng 10 năm 2007, Tổng thống Calderon và Tổng thống Mỹ George Bush đã công bố Sáng kiến Merida, một kế hoạch  hợp tác thực thi pháp luật giữa hai nước.
Hơn 100 nhà báo và nhân viên truyền thông ở México đã bị giết hoặc biến mất kể từ năm 2000, và hầu hết những vụ án này vẫn chưa được giải đáp.
Sau vụ 43 sinh viên tại Iguala bị bắt cóc và thảm sát vào ngày 26 tháng 9 năm 2014, người dân México đã tổ chức biểu tình quy mô lớn trên toàn quốc để phản đối những động thái yếu ớt của chính phủ đối với vụ mất tích.

## Văn hóa

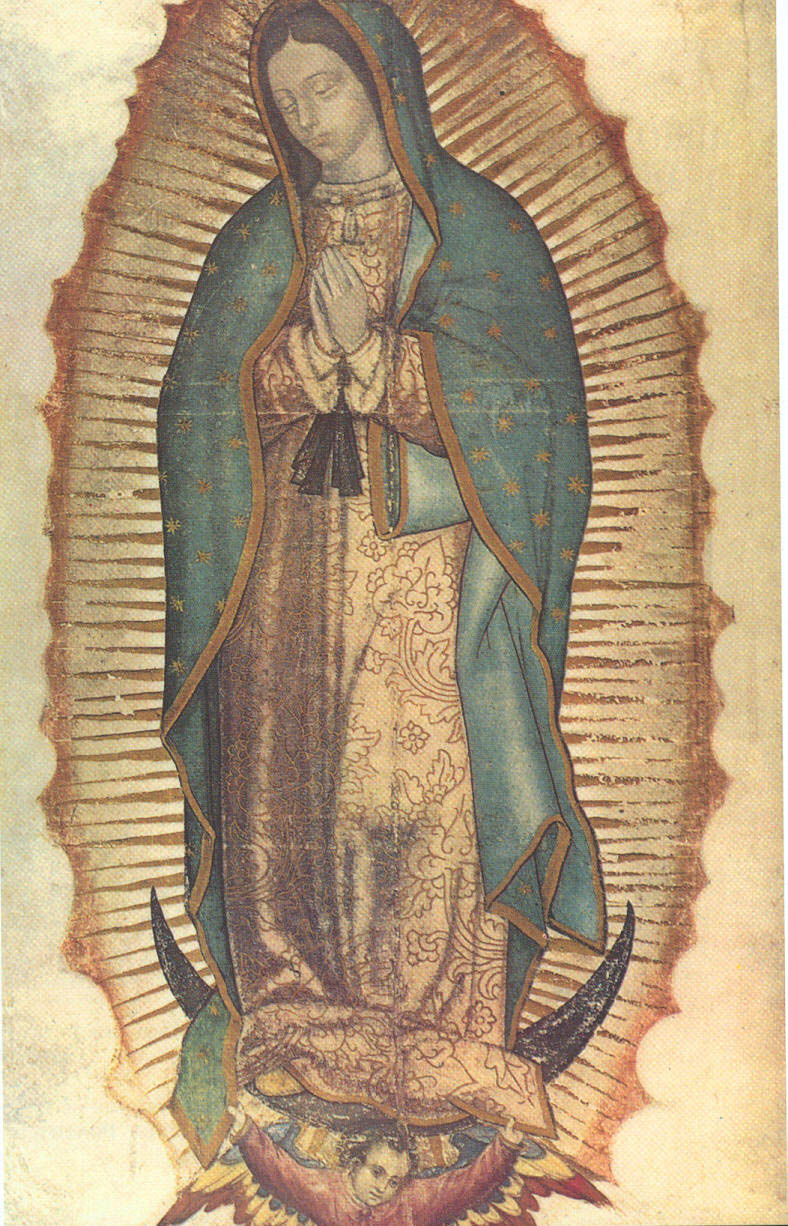
Đức Mẹ Guadalupe, vị thánh bảo trợ cho Mexico

Văn hóa Mexico phản ánh sự phức tạp của lịch sử Mexico với sự hòa trộn nhiều yếu tố phức tạp về chủng tộc và văn hóa trên đất nước này. Hai nhân tố chính hình thành nên nền văn hóa Mexico là văn hóa của những thổ dân da đỏ bản địa và nền văn hóa Tây Ban Nha, được đưa vào Mexico trong 300 năm thuộc địa. Gần đây, những ảnh hưởng văn hóa đương đại đến từ Hoa Kỳ cũng tác động vào văn hóa Mexico. Giống như nhiều quốc gia Mỹ Latinh khác sau khi giành được độc lập, nền văn hóa Mexico dần dần được định hình trên cơ sở sự đa dạng về chủng tộc nhưng lại chia sẻ chung một tôn giáo duy nhất là Công giáo Rôma.
Thời kỳ Porfiriato (một phần tư cuối thế kỷ XIX và thập niên đầu thế kỷ XX) được đánh dấu bởi sự phát triển mạnh mẽ của nền văn hóa Mexico. Dưới sự cai trị của nhà độc tài Porfirio Diaz, nền kinh tế Mexico phát triển mạnh mẽ và thịnh vượng đã đi cùng với sự phát triển của triết học và nghệ thuật Mexico. Mặc dù đất nước phải trải qua một số biến cố lớn như cuộc Cách mạng Mexico 1910, song nền văn hóa Mexico đã từng bước định hình thành dạng mestizaje, một khái niệm chỉ nền văn hóa đa dạng tại Mexico trong đó đặt những yếu tố bản địa truyền thống làm trung tâm. Năm 1925, trong tác phẩm La Raza Cósmica (tạm dịch là Chủng tộc lớn), nhà văn José Vasconcelos đã xác định Mexico là một quốc gia đa dạng (tương tự như thuật ngữ melting pot của Hoa Kỳ) không chỉ về mặt chủng tộc mà còn về mặt văn hóa. Nhận thức mới mẻ này đã làm cho Mexico hoàn toàn khác biệt so với nhiều nước châu Âu lúc đó vẫn giữ quan điểm lỗi thời về chủng tộc thượng đẳng.

### Ẩm thực

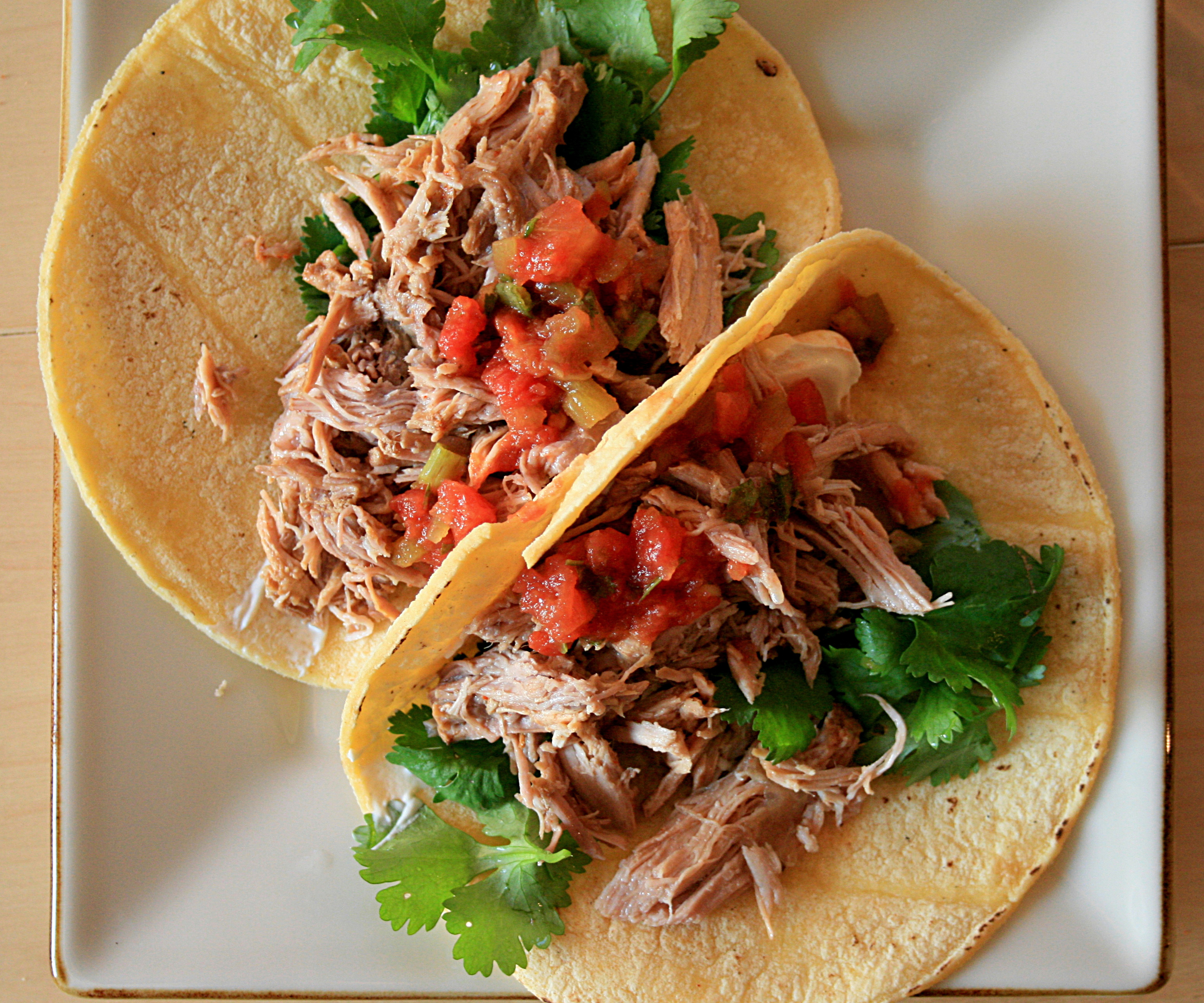
Tacos

Ẩm thực tại Mexico nổi tiếng thế giới với hương vị cay nồng, cách trang trí món ăn sặc sỡ và sự đa dạng về các loại gia vị khác nhau. Nhiều món ăn Mexico ngày nay dựa trên những thực phẩm truyền thống thời kỳ tiền Colombo, kết hợp với những món ăn Tây Ban Nha do người châu Âu mang đến đã làm nên một sự đa dạng nhưng vô cùng độc đáo trong ẩm thực nước này. Khi đến Mexico, người Tây Ban Nha đã mang theo gạo, thịt bò, thịt lợn, thịt gà, rượu nho và tỏi. Trong khi đó người dân da đỏ tại Mexico cũng có rất nhiều loại thực phẩm đặc sắc mà ngày nay được phổ biến khắp thế giới như ngô, cà chua, vanilla, đu đủ, dứa, ớt cay, khoai lang, đậu, lạc, chocolate...
Bữa ăn truyền thống đối với người Mexico bản địa chủ yếu có ngô như lương thực chính, kết hợp với các loài thảo mộc, ớt, cà chua. Ngày nay việc sử dụng gạo cũng rất phổ biến tai Mexico để làm lương thực, ngoài ra còn có lúa mì. Chocalate cũng bắt nguồn từ Mexico nhưng ngày xưa, người da đỏ chủ yếu dùng để uống. Mexico cũng là nơi ra đời của nhiều loại bánh ngô như bánh ngô có nhân (tacos, nhân bánh có thể là nhiều loại thịt hoặc rau), bánh ngô phomat (quesadillas) hay bánh ngô cay (enchiladas). Mỗi vùng miền trên đất nước Mexico có thể có những loại thực phẩm đặc trưng riêng. Thứ đồ uống phổ biến và đặc trưng cho Mexico là rượu tequila.
Vào ngày 16 tháng 11 năm 2010 ẩm thực Mexico đã được UNESCO công nhận là di sản văn hóa phi vật thể của nhân loại .

### Âm nhạc
Âm nhạc của Mexico thể hiện sự đa dạng, phong phú về thể loại: từ những thể loại nhạc truyền thống như Mariachi, Banda, Norteño, Ranchera và Corridos cho đến những trào lưu âm nhạc hiện đại như pop, rock... với các bài hát được sáng tác bằng cả tiếng Anh và tiếng Tây Ban Nha. Âm nhạc cổ điển được biểu diễn bởi các dàn nhạc giao hưởng được tổ chức tại hầu hết các bang của đất nước để người dân có thể thưởng thức.
Mexico là thị trường âm nhạc lớn nhất khu vực Mỹ Latinh. Nước này đã xuất khẩu âm nhạc của mình ra nhiều nước Trung Mỹ, Nam Mỹ và châu Âu (đặc biệt là Tây Ban Nha) do có sự tương đồng ngôn ngữ. Những ca sĩ nổi tiếng nhất của Mexico là Thalía, Luis Miguel và Paulina Rubio; các nhóm nhạc lớn Café Tacuba, Molotov, RBD và Maná.

### Hội họa

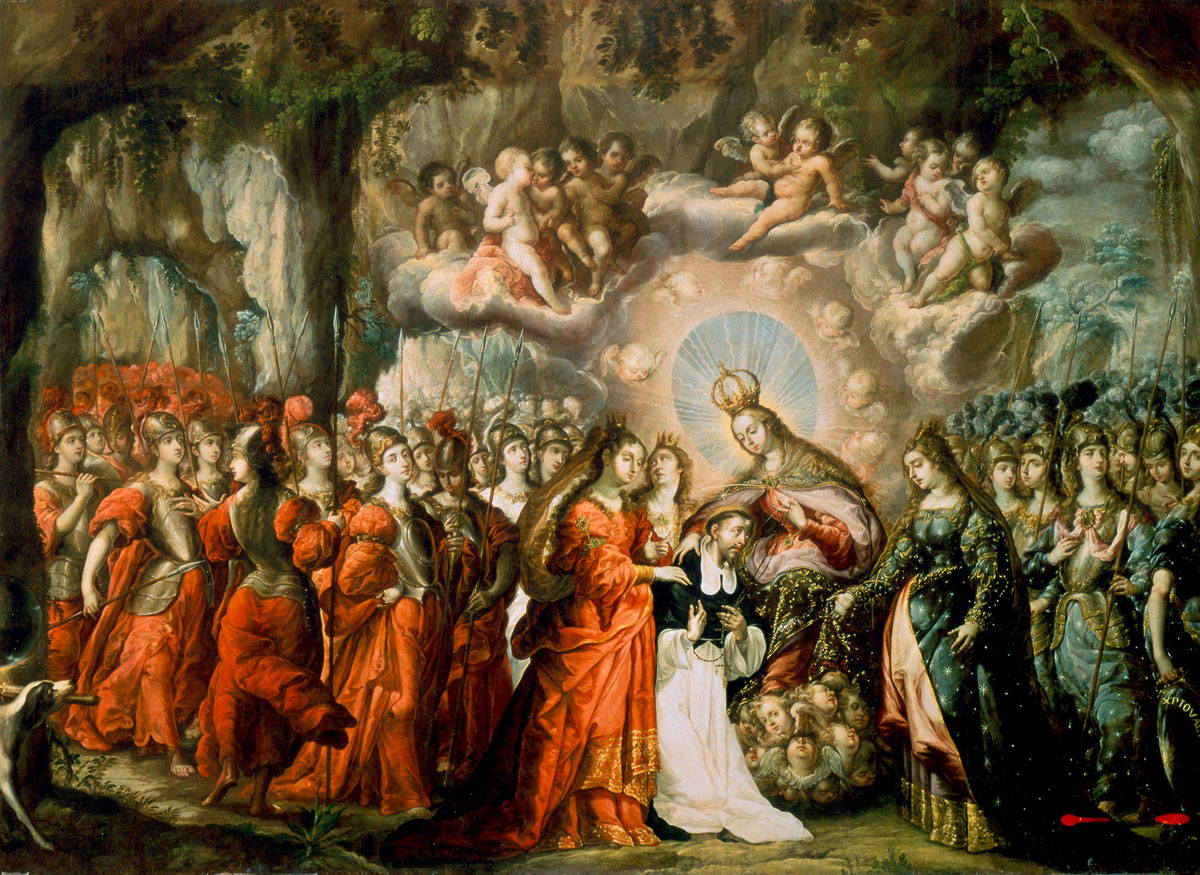
Nghệ thuật của Mexico thuộc địa (trung tâm của Tân Tây Ban Nha) đã phát triển một số lượng lớn các họa sĩ sinh ra ở Mexico. Ngày nay những tác phẩm như thế này được bảo tồn trong các bảo tàng ở nhiều thành phố trên khắp đất nước Mexico.

Hội họa là một trong những loại hình nghệ thuật lâu đời nhất ở Mexico. Những bức họa trong một số hang động thuộc lãnh thổ Mexico có niên đại khoảng 7500 năm tuổi, đặc biệt là trong các hang động của bán đảo Baja California. Phong cach hội họa Tiền Hispanic xuất hiện trong các tòa nhà và hang động, trong các cuốn sách chép tay của người Aztec, trong những sản phẩm đồ gốm, trong hàng may mặc, vv..; ví dụ rõ nét là những bức tranh tường của người Maya tại Bonampak, hoặc những bức tranh ở Teotihuacán, Cacaxtla và Monte Albán.
Những bức tranh tường đã có một thời kì nở rộ và đóng một vai trò quan trọng trong thế kỷ 16, những bức họa này xuất hiện trong hầu hết các công trình xây dựng mang ý nghĩa tôn giáo như tu viện ở Acolman, Actopan, Huejotzingo, Tecamachalco và Zinacantepec. Người ta nói rằng hầu hết các bức họa này đuơc những người bản địa tạo nên dưới sự chỉ đạo của các tu sĩ.
Trong một thời gian người ta tin rằng họa sĩ châu Âu đầu tiên sống ở Tân Tây Ban Nha là Rodrigo de Cifuentes, được biết đến với những tác phẩm như The Baptism of the Caciques de Tlaxcala, ông cũng là người chịu trách nhiệm trang trí bàn lễ thánh của Tu viện San Francisco ở Tlaxcala. Một họa sĩ bản địa nổi tiếng là Marcos Aquino. Sự xuất hiện của một số họa sĩ châu Âu và một số sinh viên đến từ Tây Ban Nha, chẳng hạn như Juan Correa, Cristóbal de Villalpando hoặc Miguel Cabrera, đã làm thay đổi nguồn gốc chính của ý thức hệ chính trị và tư tưởng của các nghệ sĩ.
Hội họa của thế kỷ 19 chịu ảnh hưởng rất mạnh mẽ của phong cách lãng mạn, tranh phong cảnh và tranh chân dung là phát triển nhất ở thời kỳ này. Hermenegildo Bustos là một trong những họa sĩ được đánh giá cao nhất trong lịch sử của nền nghệ thuật Mexico. Trong những năm này còn xuất hiện nhiều họa sĩ xuất chúng như Santiago Rebull, José Salomé Pina, Félix Parra, Eugenio Landesio, José María Velasco Góme, Julio Ruelas.
Hội họa Mexico ở thế kỷ 20 nổi tiếng thế giới với các nhân vật như David Alfaro Siqueiros, José Clemente Orozco, Joaquín Clausell, Frida Kahlo và Diego Rivera. Sang thế kỷ 21, một số họa sĩ nổi tiếng ở Mexico là Patricia Calvo Guzmán, Eliseo Garza Aguilar, Rafael Torres Correa.

### Điêu khắc

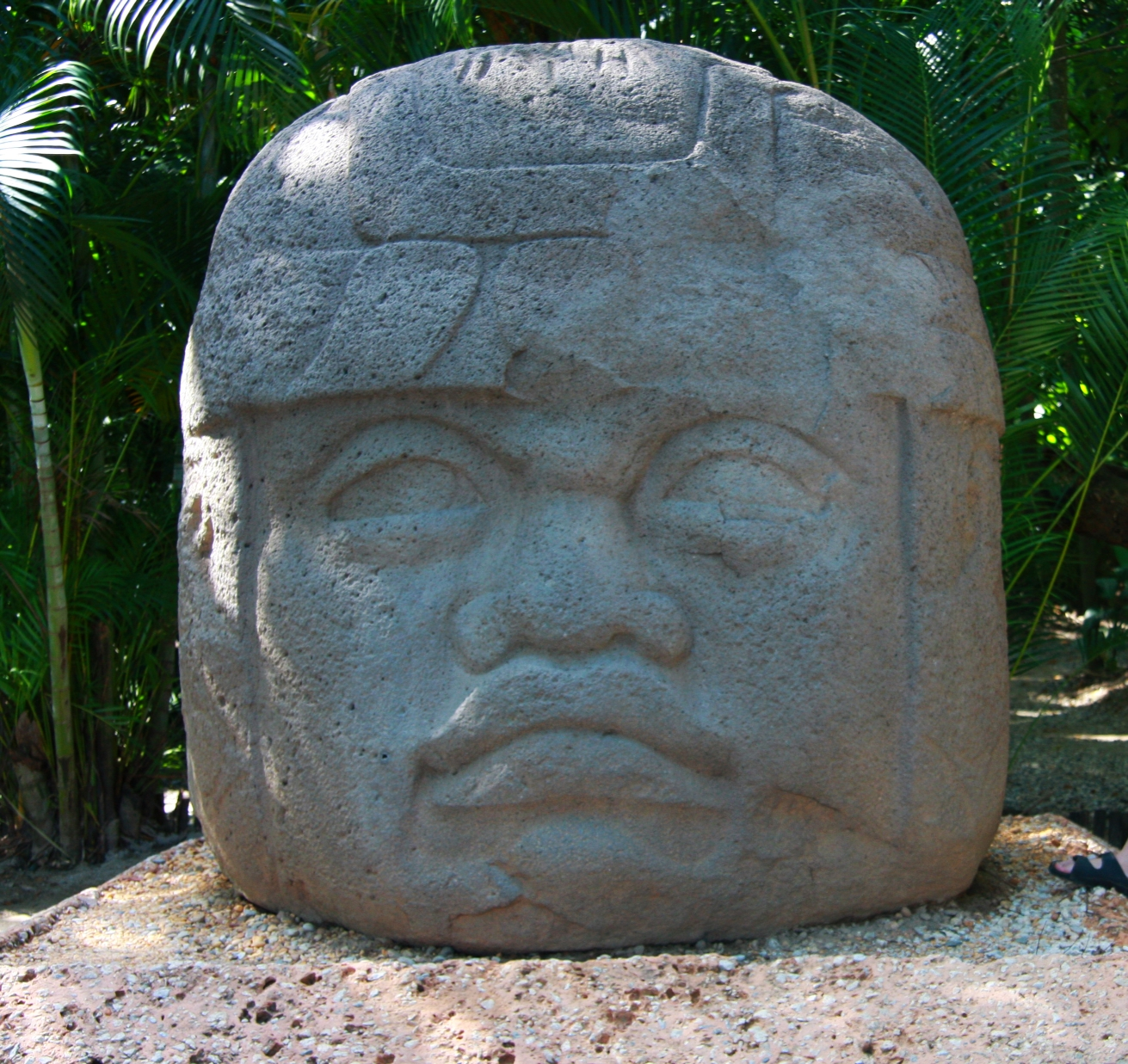
Đầu bằng đá của người Olmec, tiêu biểu cho điêu khắc thời kỳ tiền Columbus

Điêu khắc ở Mexico được biểu hiện mạnh mẽ trong các nền văn hóa Mesoamerican tiền Columbus (Maya, Olmec, Toltec, Mixtec, Aztec), vv, các tác phẩm điêu khắc thời kì này thường mang ý nghĩa tôn giáo. Kể từ sau cuộc chinh phục của người Tây Ban Nha, các tác phẩm điêu khắc dân sự hoặc mang tính tôn giáo được tạo nên bởi các nghệ sĩ bản địa, với sự hướng dẫn của các giáo viên tới từ chính quốc, do đó các tác phẩm điêu khắc thời kì này dần mang nét đặc trưng của điêu khắc Tây Ban Nha. Kể từ thế kỷ 17, các nhà điêu khắc là người da trắng và người lai đã tạo ra những tác phẩm điêu khắc có ảnh hưởng đáng kể của chủ nghĩa cổ điển châu Âu.
Chủ nghĩa lãng mạn xuất hiện, có xu hướng phá vỡ các tiêu chuẩn nghiêm ngặt và các mô hình của chủ nghĩa cổ điển, vì nó theo đuổi những ý tưởng chịu ảnh hưởng của chủ nghĩa hiện thực và chủ nghĩa dân tộc. Các tác phẩm điêu khắc tôn giáo dần nhường chỗ cho những tác phẩm mang tính thế tục. Từ năm 1820 đến năm 1880, những chủ đề chính của điêu khắc Mexico là: những hình ảnh tôn giáo, những cảnh trong Kinh thánh, những câu chuyện ngụ ngôn về biểu tượng của phong trào nổi dậy, cảnh và nhân vật lịch sử của thời kỳ tiền Cortesian và chân dung của tầng lớp quý tộc già trước cuộc cách mạng.
Trong thế kỷ 20, những nghệ sĩ điêu khắc lớn của Mexico là Juan Soriano, José Luis Cuevas, Enrique Carbajal (Sebastián), Leonora Carrington.

### Kiến trúc

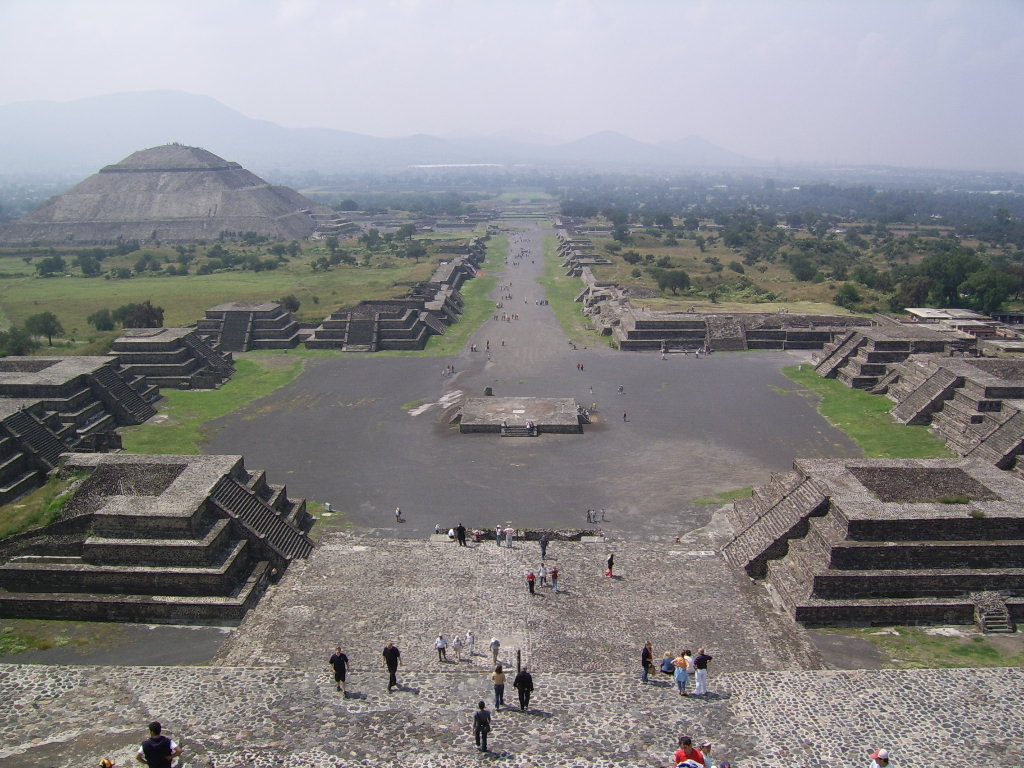
Teotihuacán

Những phát hiện khảo cổ quan trọng về những di tích còn sót lại của các công trình xây dựng do các dân tộc bản xứ Mexico xây dựng đã được thực hiện. Các nền văn minh Mesoamerican đã tạo nên những công trình kiến trúc tinh vi phát triển từ đơn giản đến các hình thức phức tạp; ở miền bắc của đất nước nó đã được thể hiện trong các tòa nhà bằng đất sét và đá, những nhà ở nhiều tầng như đã được tìm thấy ở Paquimé, và những ngôi nhà hang động ở Sierra Madre Occidental.
Chủ nghĩa đô thị đã có một sự phát triển lớn trong các nền văn hóa tiền Hispanic, thời kỳ mà chúng ta có thể thấy tầm quan trọng của các đô thị như Teotihuacán, Tollan-Xicocotitlan và Mexico-Tenochtitlan. Teotihuacan đã được UNESCO công nhận là Di sản Thế giới vào năm 1987. Cuộc khai quật khảo cổ Teotihuacan vẫn tiếp tục cho đến ngày nay, và kết quả là chất lượng và số lượng kiến thức về lịch sử của thành phố được gia tăng; mặc dù vậy, những sự kiện quan trọng như tên ban đầu của thành phố và liên kết dân tộc của những người sáng lập nên thành phố vẫn chưa được làm rõ.
Với sự xuất hiện của người Tây Ban Nha, phong cách kiến trúc mang ảnh hưởng của Hi Lạp-La Mã với ảnh hưởng Ả Rập đã được giới thiệu. Sự tương tác giữa người Tây Ban Nha và người bản xứ đã dần phát triển thành một phong cách nghệ thuật gọi là tequitqui. Nhiều năm sau, phong cách baroque và chủ nghĩa trang nghiêm đã được áp đặt trong các nhà thờ lớn và các tòa nhà dân sự, trong khi các khu vực nông thôn nổi bật với các trang trại Hacienda kiểu Roman theo xu hướng Mozarabic.
Vào thế kỷ 19, phong trào kiến trúc tân cổ điển được phát sinh, thể hiện rõ nét qua những công trình như Hospicio Cabañas. Trường phái kiến trúc Art nouveau, và Art Deco  đã được giới thiệu qua công trình Palacio de Bellas Artes đánh dấu bản sắc kiến trúc riêng của quốc gia Mexico, tách khỏi phong cách Hy Lạp-La Mã và tiền Hispanic..

### Thể thao

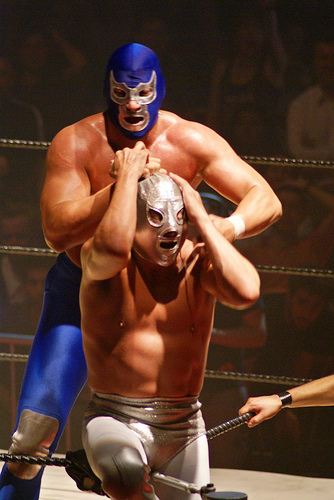
Lucha Libre (Đấu vật kiểu Mexico)

Môn thể thao phổ biến nhất tại Mexico là bóng đá. Người ta tin rằng bóng đá đã được giới thiệu ở Mexico bởi những người thợ mỏ Cornish vào cuối thế kỷ 19. Vào năm 1902, một giải đấu 5 đội bóng đã xuất hiện, chịu ảnh hưởng mạnh mẽ của giải bóng đá Anh. Các câu lạc bộ bóng đá hàng đầu ở Mexico là Club América với 12 vô địch quốc gia, xếp sau là Guadalajara với 11 lần vô địch, và Toluca với 10 lần. Đội tuyển bóng đá quốc gia Mexico là đội tuyển bóng đá quốc gia thành công nhất trong khu vực CONCACAF, với 9 lần vô địch các giải CONCACAF, trong đó có 6 Cúp vàng CONCACAF. Mexico cũng là đội duy nhất của CONCACAF từng giành được chức vô địch của một giải đấu thuộc FIFA, FIFA Confederations Cup năm 1999. Mặc dù Mexico thuộc thẩm quyền của CONCACAF, đội tuyển bóng đá quốc gia Mexico đã thường xuyên được mời thi đấu tại Copa América kể từ năm 1993 và đã 2 lần lọt được vào trận chung kết. Nhiều cầu thủ của Mexico đã và đang thi đấu tại các giải bóng đá hàng đầu châu Âu như Rafael Márquez, Carlos Salcido, Ricardo Osorio, Pável Pardo, Andrés Guardado, Guillermo Franco, Carlos Vela, Giovani dos Santos, Omar Bravo, Aaron Galindo, Héctor Moreno, Francisco Javier Rodríguez, Javier Hernandez, Hirving Lozano.
Mexico City đã từng được chọn làm thành phố đăng cai Thế vận hội mùa hè 1968, trở thành thành phố đầu tiên của khu vực Mỹ Latinh có được vinh dự này. Mexico cũng là quốc gia có số lần đăng cai World Cup nhiều nhất, từng tổ chức hai giải đấu: 1970 và 1986 và sắp tới sẽ có lần thứ ba trở thành chủ nhà của giải đấu bóng đá lớn nhất hành tinh vào năm 2026.
Đấu bò là một môn thể thao phổ biến ở trong nước, và gần như tất cả các thành phố lớn tại Mexico đều có sàn đấu bò. Plaza Mexico ở Mexico City, là sàn đấu bò lớn nhất trên thế giới, với sức chứa 55,000 chỗ ngồi. Đấu vật chuyên nghiệp (hoặc Lucha Libre trong tiếng Tây Ban Nha) cũng rất phổ biến. Những ngôi sao hàng đầu của Mexico trong bộ môn này là Rey Mysterio, Sin Cara, Kalisto, Alberto Del Rio.

### Lễ hội truyền thống

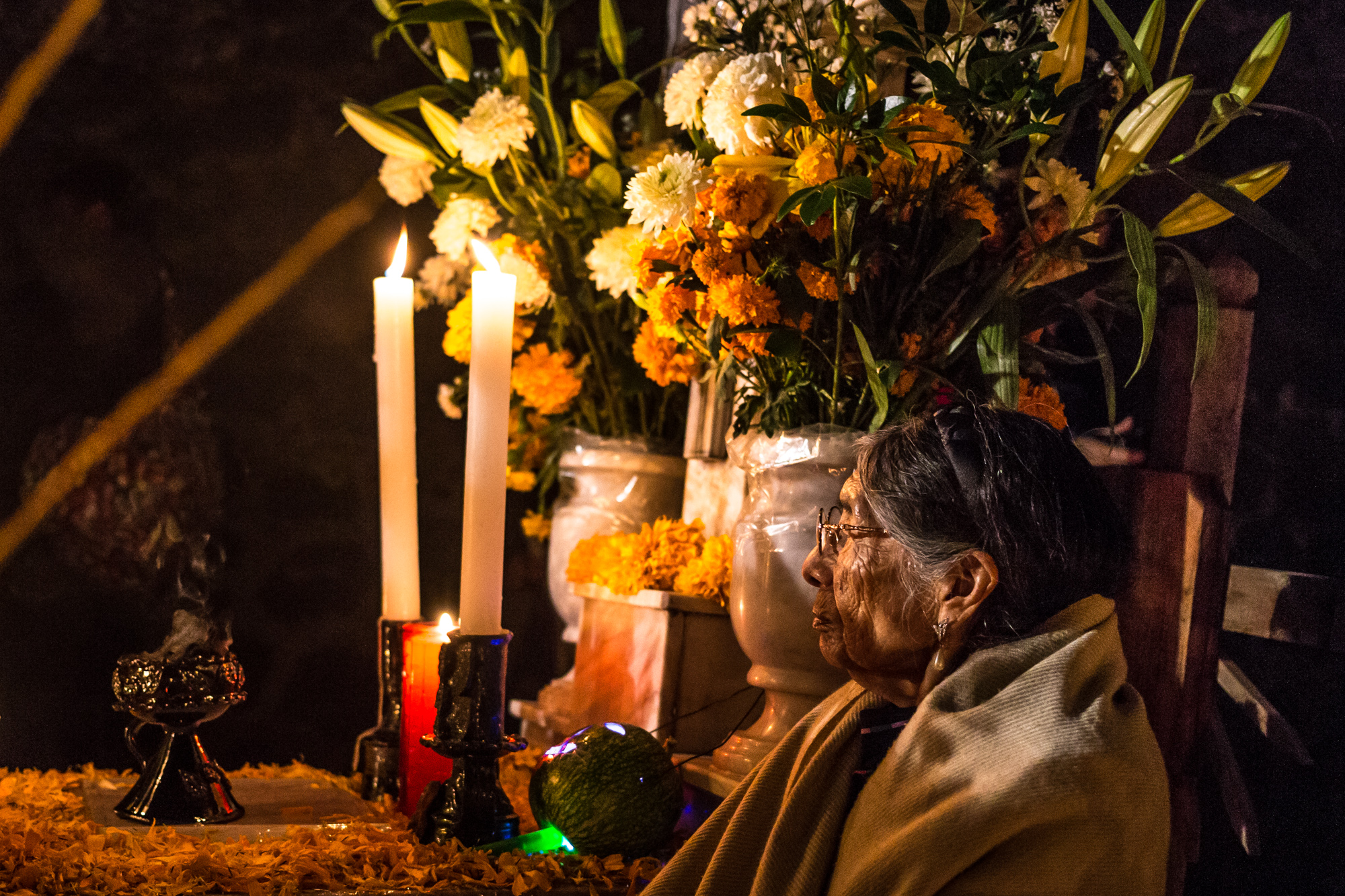
Día de Muertos

Ngày 16 tháng 9 là ngày Mexico giành được độc lập từ tay người Tây Ban Nha năm 1821 và được coi là một ngày lễ chính thức của đất nước. Bên cạnh những ngày lễ thông thường trên khắp thế giới như Năm mới, Giáng Sinh, mỗi thành phố, trị trấn hay các làng quê của Mexico đều có những lễ hội thường niên của riêng mình để tưởng nhớ vị thánh bảo trợ cho địa phương họ. Trong ngày lễ thánh của địa phương, người dân Mexico thường cầu nguyện, đốt nến và trang trí nhà thờ bằng nhiều loại hoa. Những cuộc diễu hành, bắn pháo hoa, các cuộc thi khiêu vũ, thi hoa hậu, các bữa tiệc... cũng được tổ chức nhân dịp này. Bên cạnh đó tại những thị trấn nhỏ còn có các hoạt động như bóng đá, gà chọi, đấu bò tót nghiệp dư.
Vị thánh bảo trợ cho Mexico là Đức Mẹ Guadalupe. Ngày lễ Guadalupe được tổ chức vào ngày 12 tháng 12 được coi là một trong những ngày lễ quan trọng nhất của đất nước Mexico.
Ngày Vong Linh (Día de los Muertos trong tiếng Tây Ban Nha) được tổ chức vào hai ngày đầu tiên của tháng 11 là một dịp lễ hội khá đặc sắc của Mexico. Lễ hội này bắt nguồn từ những niềm tin tôn giáo có từ xa xưa của đạo Công giáo Rôma là ngày Lễ Các Thánh (1 tháng 11) và Lễ Các Đẳng (2 tháng 11), nhưng cũng được cho là có liên quan tới một lễ hội cổ của người Aztec về Nữ thần Chết. Trong ngày này, người dân Mexico thường sum họp gia đình, đi thăm mộ để tưởng niệm người thân và bạn bè đã mất. Trong ngày lễ này, các cửa hàng ở Mexico thường trang trí sặc sỡ những hình đầu lâu làm bằng đường và những catrina (bộ xương mặc trang phục người phụ nữ).

### Điện ảnh
Mexico bắt đầu phát triển điện ảnh từ cuối thế kỷ 19, nhưng thời hoàng kim của điện ảnh Mễ mới sáng chói thực sự khi bộ ba đạo diễn tại Hollywood là Guillermo del Toro, Alfonso Cuarón, Alejandro González Iñárritu và nhà làm phim Emmanuel Lubezki đều giành được Giải Oscar và Quả Cầu Vàng. Alejandro G.Ĩnárritu và Alfonso Cuarón giành được 2 Oscars mỗi người, Guillermo del Toro được 1 Oscars và Lubezki được 3 Oscars với những loạt phim hoành tráng như Cuộc chiến không trọng lực,Người đẹp và thủy quái, Birdman (phim), Bóng ma hiện về và Roma (phim 2018).